# Историја Војводине
Током историје, територијом данашње Војводине су управљале многе државе: Држава Скордиска, Дакија, Римско царство, Држава Гота, Хунски каганат, Краљевство Гепида, Краљевство Острогота, Краљевство Лангобарда, Византија, Аварски каганат, Франачко краљевство, Панонска кнежевина, Кнежевина Доња Панонија, Великоморавска кнежевина, Прво и Друго бугарско царство, Самуилово царство, Краљевина Угарска, Османско царство, Хабзбуршка монархија (Аустријско царство, Аустроугарска).
Од 1918. године, територија данашње АП Војводине је у саставу Краљевине Србије, а потом и Краљевства Срба, Хрвата и Словенаца.

## Појам и име
Према речнику српскога језика Матице српске реч војводина се може односити на већу административну област којом је управљао војвода или на историјску српску покрајину у оквиру Аустријског царства са војводом на челу. У српском језику се користе још две варијанте имена Војводине, а то су: војводовина и војводство.
Име Војводине потиче из 1848. године, када се простор данашње Војводине звао Српска Војводина (1848—1849) и Војводство Србија и Тамишки Банат (1849—1860). Од 1945. године, у службеној је употреби назив „Војводина”.
Што се тиче три географска и историјска региона који чине данашњу Војводину, Банат је добио име по владарској титули „бан”, односно по историјској покрајини названој Тамишки Банат, Бачка је добила име по граду Бачу, а Срем по античком граду Сирмијуму (данашња Сремска Митровица).
Иако се име Војводине у континуитету користи од 1848. године, он има дубље историјско порекло. Још 1690. и 1694. године Србима у Хабзбуршкој монархији је било признато право на војводу и засебну територију (војводину). Право на засебну територију им је, додуше, остварено тек 1849, али не онако како су хтели.
За простор данашње Војводине (или делове овог простора) током историје су се користили различити називи, који су се делимично подударали са различитим државама или административним територијама организованим на овом подручју. Један од најважнијих историјских назива је био Расција или Рашка (Rascia, Racszag, Ráczország, Ratzenland, Rezenland), који се од 16. до 18. века употребљавао за нешто шири простор од данашње Војводине (Банат, Бачку, Срем, Барању, Славонију). За нешто шири простор од данашње Војводине на ком су Срби током 18. и уживали своје привилегије и на ком је у 1849. основано Војводство Србија и Тамишки Банат, у српској историографији и настави историје се обично користи појам Јужна Угарска (простор јужно од Печуја, Сегедина и Арада). Овај назив, међутим, никада није био прецизно дефинисан, него је у различитим периодима употребљавано као географска ознака за различита подручја. Првобитно је коришћен као ознака за било које подручје на јужним границама Краљевине Угарске. У 19. веку, термин се обично односио на Бачку и Банат, иако је у мађарској литератури Бачка некада радије посматрана као део Алфелда.
Само име Војводине се током историје односило на различита подручја. На Мајској скупштини из 1848. су се под Војводином подразумевали Банат, Бачка, Срем и Барања. У периоду Војводства Србије и Тамишког Баната, назив се односио на делове Срема, Бачке и Баната који су били у саставу овог војводства. По разграничењу Краљевине СХС са Мађарском и Румунијом, под Војводином су се подразумевали они делови Баната, Бачке и Барање који су припали Краљевини СХС. Касније је под Војводином поново подразумеван и Срем. Стога се у једном периоду користио и израз Војводина са Сремом.

## Топонимија
Многи научници, и наши и туђи, као под неком хипнозом Томашекове „туркологије”, значење и порекло понеких насељских назива и народних имена [у Војводини] желе да протумаче помоћу некаквог „старотурског” језика, ма да још ни сама туркологија није начисто о томе шта се све под појмом „турк” има да подразумева. Овај погрешни правац заузимају, понајвише, они немачки и мађарски научници који о словенским језицима, у највише случајева, немају ни појма. За њих је све, њима неразумљиво и несхватљиво, a priore: „старотурско”, тако да ова њихова „туркологија” прелази понекад у „туркоманију”. На ту могућност да нешто може да буде и словенског порекла, ови научници неће ни да помишљају.

Владислав Пандуровић
Ако се погледа карта данашње Војводине, може се закључити да је њена топонимија (скуп топонима) углавном словенског порекла. У лингвистици је оспорена теорија мађарског слависте Јаноша Мелиха да Словена није било у Панонској низији у време доласка Угра. Томе су највише допринели лингвисти Књежа, Мор и Штибер. Пре него што су Угри успоставили своју топонимију, на простору данашње Војводине су већ постојали словенски топоними. Топоними словенског порекла се стога могу поделити на два слоја. Први, старији слој, чине словенски називи из периода пре досељавања Угра. Други, млађи слој, чине старомађарски називи настали на основу ранијих словенских назива (као нпр. Бајмок, Дорослово, Иланџа, Кањижа, Сонта итд.).
Апатин, на западу Бачке, помиње се 1337. као Appati. Облик Appati се састоји од слов. *opatъ (опат, ава) и мађарског присвојног суфикса –i . 
Ешенбург тврди да реч *opatъ (лат. abbas) може бити или старословеначки или старохрватски облик, „јер су словенске позајмице из римокатоличке верске терминологије преузете у мађарски језик углавном од Хрвата и Словенаца”. Упореди нпр. данашњи мађарски облик apáca и хрватски опатица (опаткиња). То наравно не значи да су у средњем веку Хрвати и Словенци живели у Апатину.
Етимологија топонима Бача, насеља северозападно од Бачке Паланке, поприлично је несигурна. Скоков „Етимологијски рјечник хрватскога или српскога језика” објашњава реч бач као „станар, планинар, главар пастирског стана у планини”. Скок сматра да је илирско-трачког порекла. Топоним Бач се у свим језицима изговара са дугим а, које је према Скоку настало скраћивањем -aha- или -aga. За то постоје докази. Код византијског историописца Кинама Бач се помиње као Пагацион (Παγάτζιον). У једном латинском документу из 1135, бачки жупан се помиње као Comes bachacsiensis. У средњовековној Угарској име се писало са два А и тако изговарало. Гомбоцов и Мелихов „Мађарски етимолошки речник” изводи етимологију топонима од турског (аварског) властитог имена коме је придодат мађарски суфикс. Творба топонима од личних имена је иначе особеност мађарског језика. Према мађарском лингвисти Књежи, до средине 13. века било је уобичајено да насеља добију имена по властитим именима својих господара. С друге стране, словенски топоними настали од личних имена никада се не творе без суфикса. Нико међутим не сумња да је име Бачке настало од топонима Бач и словенског присвојног суфикса -ск(и/а/о). Мађарски лингвиста и етнолог Маријан Ретеи Прикел тврди да су Мађари од Срба преузели назив за Бачку.
Бачки Брег, насеље северозападно од Сомбора на граници према Мађарској, помиње се 1472. као Beryeg (Бријег). Начин писања топонима са -ry- указује на његово ијекавско порекло.
Име Врбаса, насеља северозападно од Новог Сада, изгледа да има везе са речју врба, које се јавља и у другим словенским језицима (слч. vŕba, рус. верба). Међутим, суфикс -с представља загонетку, јер се он у словенским језицима обично не употребљава у творби топонима. Врбас се у првим писаним документима помиње као Orbatio (1213) и Vrbazi (1283). Из тога произлази да у основи топонима Врбас не лежи реч врба, него лично име Orbatio. Вероватно је реч о неком жупану из околине Банче, који је између 1213. и 1244. носио титулу жупана.
Гајдобра, насеље северно од Бачке Паланке, помиње се 1265. као Dobra. Топоним потиче од слов. придева добар. Немогуће га је довести у везу са одређеним словенским језиком, јер за то недостаје јасан критеријум. Упореди старосл. *dobrъ, старобугарски dobrъ, садашњи бугарски добър, српски и хрватски добар, словеначки dober, чешки и словачки dobrý, пољски dobry, украјински и руски добрий.
Источно од данашњег Жабља забележено је крајем 13. века (1272/1290) село Seble. Топоним је настао од јужнословенског облика žlěbъ и суфикса -je.
Име Илока је адаптација мађарског Ujlak „ново насеље”. Име Беркасова је адаптација мађарске сложенице која се састоји од речи berek или barka (гај) и aszó (река) = „поток у гају, шумска река”. Ердевик је адаптација мађарског Erdövék (крај шуме). Манђелос је адаптација Nagyolasz, мађарског слободног превода од Franca Villa у Фрушкој гори. Марадик и Свилош.
Кањижа, насеље на северу Баната на Тиси, помиње се 1093. као Cnesa. Облик Cnesa је настао од јужнословенског облика кнез и придевског суфикса -ја. Јотовање је дало облик Кнежа, који представља старији облик присвојног придева кнежева. Према томе, приближно значење речи Cnesa је „кнежева земља”.
По Ивану Поповићу, име града Сомбор долази од прасловенског *zǫbrъ (европски бизон). Међутим, Поповићев покушај етимологије треба одбацити. Наиме, топоним Сомбор је историјски документован тек за време Турака средином 16. века. У време пре продора Турака у данашњу Војводину помињу се други облици: 1391 Zentmihal (Сент Михаљ); 1495 Czoborzentmyhal (Цоборсентмихаљ).
Суботица се помиње 1391. као Zabotka. Назив је добила вероватно по суботи, пијачном дану: слов. sobota + суфикс -ka (*ъkъ, -ъka, ъko).

## Антички народи
Прва праисторијска насеља на територији Војводине су се појавила пре око 50.000 година. Индоевропљани су населили територију данашње Војводине у три миграциона таласа који се датирају у 4200, 3300. и 2800. годину пре нове ере.
Пре римског освајања у првом веку пре нове ере, територију данашње Војводине су насељавали индоевропски народи илирског (Панонци, Амантини, Бреуци), трачког (Агатирзи, Гети, Дачани) и келтског (Скордисци, Боји, Ерависци) порекла.
Илирски народи су живели у Срему и Бачкој, а трачки народи у Банату. Од трећег века пре нове ере, на подручје данашње Војводине се насељавају Келти, који ратују против Дачана. Средином првог века пре нове ере, дошло је до велике битке између Келта и Дачана, које је предводио Буребиста. Битка се одиграла на доњој Тиси, а поражени Келти су, после битке, напустили ове крајеве.
По илирским Панонцима названа је каснија римска провинција Панонија, а по трачким Дачанима провинција Дакија.

## Римска управа
Римљани су овладали делом територије данашње Војводине (Сремом) у првом веку пре нове ере, док су Банат заузели у 2. веку, после победе над Дачанима. Срем је припао римској провинцији Панонији, а Банат провинцији Дакији. Бачка се није налазила у саставу Римског царства, а у њој је од 1. века становао сарматски (ирански) народ познат као Јазиги.
Шесте године нове ере, илирска племена са овог подручја су подигла велики устанак против римске власти. Вође овог устанка били су Батон и Пинес. Борба је трајала три године и Илири су на крају савладани.
Сирмијум (данашња Сремска Митровица) је био веома важан римски град. Био је то економски центар римске покрајине Паноније и један од четири главна града Римског царства. У Сирмијуму или његовој околини рођено је шест римских царева: Трајан Деције (249—251), Аурелијан (270—275), Проб (276—282), Максимијан (286—305), Констанције II (337—361) и Грацијан (367—383). Ови цареви су највероватније по пореклу били романизовани Илири.
Од 103. године, Срем је део нове римске провинције назване Доња Панонија, а од 296. године део провинције Панонија Секунда (Панонија Друга). Панонија Секунда је била део већих римских административних јединица познатих као Панонска дијецеза и Префектура Илирик, а свим овим територијама управљало се из Сирмијума.
Поред Сирмијума (Sirmium), у Срему су постојали и други римски градови, као: Taurunum (Земун), Burgenae (Нови Бановци), Rittium (Сурдук), Acumincum (Стари Сланкамен), Ad Herculem (Чортановци), Cusum (Петроварадин), Malata (Баноштор), Bononia (Баноштор или Беочин), Bassiana (Доњи Петровци), Graio (Сремска Рача), итд. На подручју Бачке налазио се римски Onagrinum (Бегеч).

## Сеобе народа
У трећем веку, германски Готи и ирански Сармати истерали су Римљане са територије Баната и населили се се на том подручју. Од сарматских племена која су становала на овом подручју, познати су Јазиги, Роксолани и Лимигани.
Крајем владавине Константина Великог негде у Потисју је избио устанак Лимиганата званих још и „сарматски робови” (Sarmatae servi). Својим су устанком изазвали пажњу римских писаца, који су за међуетничке и међудруштвене односе „варвара” марили само уколико су се тицали Царства. Српски археолог Ђорђе Јанковић догађај пореди с Првим српским устанком 1804–1813. Наиме, Готи који су живели с леве стране Дунава, напали су римске приобалне провинције, али су били одбијени. Потом су напали Сармате. Сармати су у невољи позвали цара Константина у помоћ и наоружали своје робове. Константинов истоимени син је поразио Готе априла 332, али то није спасило Сармате. Наиме, сарматски робови су се дигли против својих господара и протерали их. Сармати су се разбежали на све стране. Око 300.000 их је пребегло у Римско царство. Цар Константин је том приликом лично интервенисао на Дунаву.
Око 370. године, Готи су покорили Јазиге, којима се касније, у време хунског освајања, губи сваки траг.
Пошто су 375. године упали у Европу, Хуни су освојили готску државу и заузели Банат, ставивши под своју власт племена Гота и Сармата.
Спасавајући се пред Хунима, један део Гота, до тада насељених по северном Банату, пробио се преко Дунава и населио у Тракији.
Поделом Римског царства 395, подручје око Сирмијума је припало Источном римском царству (Византији).
На преласку из 4. у 5. век, Готи су владали Сирмијумом, који се 426. године поново нашао у рукама Источног римског царства. У једном од својих похода, Хуни су уништили Сирмијум 446. године. Након тога су Остроготи заузели град и подручје.
После смрти хунског вође Атиле, антихунска коалиција германских народа предвођена Гепидима и њиховим краљем Ардариком, у одлучујућој бици на реци Недао у јужном Банату срушила је моћ хунске државе. Преживели хунски ратници нашли су тада спас у бекству према обалама Црног мора.
После победе над Хунима, Гепиди на овом подручју су успоставили своју државу која је у почетку обухватала Банат и Трансилванију, а касније такође Бачку и Срем.
После пропасти Хуна, Сирмијум и Срем су поново под влашћу Византије, али касније прелазе у руке Острогота и Гепида.
За време византијске управе, на територији Срема је постојала византијска покрајина Панонија, чији је административни центар био Сирмијум.
Под гепидским краљевима Тхраустилом и Кунимундом, Сирмијум је био средиште гепидске државе, а краљ Кунимунд је у њему ковао златнике.
Године 557. у Панонској низији се појављују Авари, који су у савезу са Лангобардима поразили Гепиде. Пошто су Лангобарди напустили своју земљу и отишли у Италију, Авари заузимају и територије које су до тада држали Лангобарди. После пораза Гепида, Сирмијум поново контролишу Византинци, али га освајају Авари 582. године. Следеће, 583. године, у Сирмијуму избија пожар који уништава град. После тога, на подручју Срема помиње се бугарски поглавар Кувер, који је владао Сремом као аварски вазал у 7. веку, док се у 8. веку помиње аварски племић Бута-ул, који влада Банатом и Бачком. 796. године, Франци наносе коначан пораз Аварима, када је Пипин II, син франачког владара Карла Великог, продро до аварске престонице на Тиси и успео да савлада отпор Авара и заплени непроцењиво аварско благо, које су они довлачили са својих пљачкашких похода.

## Словени
Словенска племена су населила територију данашње Војводине током 6. и 7. века, пре преласка Дунава и Саве и насељавања на Балканско полуострво. Преци ових Словена првобитно су живели негде између Хуна и Гепида, а после пада гепидске државе, кренули су са Аварима према западу и југу. Први Словени на овом подручју помагали су Аварима у борби током освајања Сирмијума.
На основу мађарског топономастичког материјала мађарски лингвиста Књежа је закључио да Словени у време досељавања Мађара у Панонску низију нису имали ни руски, ни пољски карактер, него су показивали језичке специфичности, које су карактеристичне само за Јужне Словене, Чехе и Словаке. За даљу диференцијацију ових Словена, односно докле се с једне стране протезао словачки, с друге стране јужнословенски језички простор и да ли је овај имао бугарски, српски, хрватски или словеначки карактер расположиви топономастички материјал није у довољној мери поуздан, јер с једне стране фонетско-фонолошке разлике између словенских језика у 10—11. веку су биле мале, а с друге стране сам гласовни развој мађарског је потпуно избрисао ове разлике. Старомађарска реч tót којој у савременом мађарском одговара реч szláv односила се у средњем веку на све словенске народе у Угарској, изузимајући Русе који су се доселили у Угарску после 11. века и јужнословенске досељенике из 14—15. века. Њих су Мађари означавали посебним племенским именима: Orosz (Рус), Rác (Србин), Horvát (Хрват). Могућност да су Словени јужно од Мориша имали јужнословенски карактер није искључена. Што се тиче области између Драве и Саве, на основу бројних топонима и хидронима овде се може доказати непрекинути континуитет Словена од 6. века до данашњег дана. То, међутим, не значи да је данашње словенско становништво пореклом од Словена из 6. века. Данашње српско становништво се у простор међуречја Драве и Саве тек у 18. веку.
Међу научницима постоји један број оних који међу словенском масом проналазе претке данашњих Срба, који су, користећи слабост Византије, до 8. века постепено населили Балканско полуострво. На подручју данашње Војводине живела су Словенска племена Бодрићи (Бодричи), Северани, Браничевци и Тимочани. У Топографији Угарске (Topographia Magni regni Hungarie) из 1750. године каже се да су Бодрићи по мишљењу неких названи касније Срби (Serbulijani, Serbli i Serblii). Српски историчар Константин Николајевић их сматра српским племеном и наводи да су још 552. године «Србљи-Бодрице и Словенци» опустошили Илирик „уговоривши са Гепидима слободан пролаз кроз њихову земљу и превоз преко Дунава”.
Крајем 8. века избио је рат између Франака и Авара током ког је подручје данашње Војводине опустело. У 9. веку, после пропасти Авара, јављају се и први облици словенске државности на овом подручју. Прве словенске државе које су управљале територијом данашње Војводине биле су Бугарско царство, Велика Моравска и Људевитова Панонска Кнежевина. За време бугарске управе (9. век), бугарски војвода Салан је владао на територији Бачке, а седиште његовог војводства је био град Тител. Други бугарски војвода, који је владао Банатом, звао се Глад. Гладов потомак је био банатски војвода Ахтум, последњи владар који се супротставио успостављању непосредне власти Краљевине Угарске у 11. веку. Ахтум је био православни хришћанин.
У 11. веку, на територији Срема је владао Сермон, вазал македонског (бугарског) цара Самуила. Сермон је ковао своје златнике на подручју данашње Сремске Митровице. Падом Самуилове државе, српских земаља, Далмације и Босне 1018, као и Срема под власт Византинаца 1019, између Угарске и Византије је успостављена заједничка граница, која је ишла Дунавом, остављајући Византији градове Браничево, Београд и Срем. Према Скиличиној причи, после потчињавања „Бугарске”, како су Византинци звали Самуилову државу, византијском цару Василију II покорила су се „и суседна племена Хрвата” (τα όμορα έθνη των Χορβατών) под двојицом браће. Врло је могуће да су ова „племена Хрвата” у ствари српска племена, с обзиром да византијски писци нису правили разлику између Срба и Хрвата. Од земаља које су припадале Самуиловом царству, једино, наставља Скилица, Сермон, господар Срема, није био спреман да се покори. Уклонио га је с пута византијски војсковођа Константин Диоген и великим обећањима наговорио његову супругу да се преда са градом.
За време византијске управе на територији Срема је постојала византијска покрајина названа Тема Сирмијум.

## Угарска управа и средњовековни Срби

### Угарско освајање Средњег Подунавља
Подручје данашње Војводине Угри су освојили између 10. и 12. века. Податке о томе пружа спис „Дела Мађара” анонимног писца. По доласку у Средње Подунавље, на челу са Арпадом, сукобили су се са бугарским војводама Саланом, Менуморутом и Гладом. Први је управљао облашћу између Тисе и Средњег Дунава са средиштем које се налазило или у Тителу или Тисаалпару; други облашћу источно од Тисе, северно од реке Мориш и јужно од реке Самош с центром у Бихору; а трећи облашћу јужно од претходног до данашње Оршаве, вероватно са седиштем у Марошвару (Чанад). После низа похода Угри су овладали њиховим областима. Док је Саланова област директно прикључена поседима Арпадоваца, последња двојица су вероватно сачували бар неки део својих привилегија као угарски вазали.
Археолошка грађа пак указује на углавном мирну коегзистенцију Угра и старијег становништва, чији највећи удео су чинили Словени.
Избивши на Саву и Дунав, Угри су се сукобили са српским кнезом Чаславом. Према Барском родослову, спису из друге половине 12. века, у знак освете за претходни претрпљени пораз Угри су напали српског кнеза „у Срему”, заробили га (950—960?) и „везаних руку и ногу, бацили у Саву”.
Док се Бачка налази под угарском влашћу од 10. века, после угарске победе над војводом Саланом, дотле су се у Банату и Срему смењивале угарска, бугарска и византијска власт. У Банату се угарска власт устаљује у 11. веку, после пораза војводе Ахтума, а у Срему у 12. веку, када га Угарска осваја од Византије.
Становништво средњовековне Угарске било је етнички мешовито и укључивало је Мађаре, Словене, Кумане, Сасе, Секеље, Јасе, Влахе, итд. Мађари су у почетку чинили владајући слој угарског друштва, док су кметови били углавном Словени.

### Династичке борбе Арпадоваца
У вези с догађајима с краја 11. века који су у Угарској обележени династичким борбама Арпадоваца, Мађарска илустрована хроника помиње тројицу личности, које Радонић само на основу имена идентификује са Србима: првог познатог жупана Бачке Вида, неког Радована и Видовог рођака Илију. Наиме, за време угарског краља Соломона Угри су из Сланкамена напали Београд и освојили га након опсаде 1072—1073. Становништво Београда се углавном (magna multitudine populi) предало херцегу Гејзи, „јер је знало да је он Богу веран и да се великодушно брине за заробљенике и рањенике”. Број оних који се предао краљу био је мали, зато што се у међувремену сазнало „да је он строг и свагда пријемчив за најгоре савете жупана Вида, који је и Богу и људима био мрзак”. Када је краљ Соломон видео да се већина предала херцегу Гејзи, а неколицина њему, веома се расрдио. Расподела плена до које је дошло после освајања Београда на имању бачког жупана Вида у селу Бусији (in villam Buzias, in praedium Vyd) била је, како тврди писац „Илустроване хронике”, „узрок зала и семе раздора” између краља и херцега. Наиме, херцег је био против краљеве замисли да се благо и робље поделе. Не обазирући се на њега, краљ је „у договору са Видом, епископом Франеком, Радованом, Бугаровим сином и Илијом, Видовим рођаком (Vyd et Franek Episcopi, et Radoan filii Bugar, et Ilia generis Vyd) поделио [плен] на четири дела, а четврти део доделио херцегу… због чега је херцег био врло незадовољан”.
И у вези с династичким борбама у 12. веку, овај пут између Коломана и Алмоша, Мађарска илустрована хроника помиње тројицу великаша, чија имена подсећају јако на српска: Урош, Вукан и Павле. Међутим, не зна се ни где су живели, ни какву су тачно функцију обављали.
За време владавине угарског краља Беле II Слепог (1131–1141), на политику Угарске је умногоме утицала његова супруга краљица Јелена, ћерка рашког великог жупана Уроша I. Јелена је Бели родила четворицу синова: Гејзу, Ладислава, Стефана и Алмоша. Уз дозволу свог мужа и барона (habito consilio Regis et Baronum), одржала је општу скупштину (congregationem generalem) код Арада. На скупштини се појавила са синовима и заузела место поред краља. Окупљенима се обратила речима: „Верници, племићи, старци и млади, богати и сиромашни, чујте сви! Будући да је сваком од вас Бог дао природни вид, хоћу да чујем, зашто је господин наш краљ лишен својих очију и под чијим наговором је то учињено? Откријте ми одмах починиоце и на лицу места нас поштено осветите — њиховом смрћу. Јер, видите, Бог је краљу место два ока дао четири.”
Како је ово изговорила, сав народ похрли на оне бароне, под чијим наговором је краљ био ослепљен, и неке од њих веже а неке пак обезглави.
И за време угарског краља Гезе II (1141—1161) Срби су утицали на политику Угарске. Наиме, пре Гејзиног пунолетства, Угарском је стварно управљао краљев ујак Белош, син српског великог жупана Уроша I и брат Јелене, краљеве мајке. У Угарску је дошао још пре смрти краља Беле II. Добио је титулу херцега или војводе (dux), коју су носили само чланови владајуће династије. Поверено му је васпитање младог сестрића Гејзе. Међутим, његова улога ће постати значајнија после смрти краља Беле II а у време малолетства Гејзе II. По Калићевој он би могао да се сврста „међу велике европске државнике 12. века”, јер је обједињујући неколико функција (српског владара, хрватско-далматинског бана, угарског палатина) „практично владао у двема земљама [тј. Србији и Угарској] у комнинско доба”. У новијој мађарској историографији се његово доба зове и „доба владе бана Белоша” После смрти Гејзе II (31. маја 1162) међу његовом браћом Ладиславом и Стефаном избио је спор око власти. Према Рахевину, Белош је у овом спору подржавао Стефана. Белош је значајан и по томе што је у Срему, у месту Камен на падинама Фрушке горе, основао католички манастир. По том манастиру је место названо Банмоноштор (Банов манастир), а даљим упрошћавањем настао је облик Баноштор.

### Византијско-угарски ратови око Средњег Подунавља
Византијско-угарски савез, који је био закључен за време Василија II и Стефана I почетком 11. века и фактички био уперен против Самуилове државе, вероватно је престао да важи најкасније у петој или шестој деценији 11. века. Од тада па до краја девете деценије 11. века Угарска је водила експанзионистичку политику усмерену на северозападне византијске територије међу којима је био и Срем.
Византијско-угарске борбе око Срема су се пренеле и у 12. век. У пролеће 1164. византијска војска је прешла Саву, прошла Срем и стигла у Бач, где је наишла на срдачан дочек локалног православног становништва. У то време је знатан проценат становништва на овим подручјима био православне вероисповести. Црквени органи који су следили византијски обред били су активни у Сремској Митровици и Бачу. Управо та је чињеница ишла у прилог војно-територијалним подухватима византијског цара у овим крајевима.
Године 1167. византијска војска је код данашње Сремске Митровице однела одлучујућу победу над угарском војском предвођеном жупаном Дионизијем. Према савременику догађаја, Јовану Кинаму, у овој бици су на византијској страни учествовали, између осталог, и Срби: „Најзад, у последњем реду налазио се стратег Андроник [Контостефан] са многим другим људима на гласу (какви се обично увек налазе уз цара док иде у рат) и италијанским плаћеницима, као и Србима, који су га позади следили наоружани копљима и опремљени дугуљастим штитовима”.

### Угарске жупаније на подручју Војводине у 13. веку
У 13. веку, на подручју данашње Војводине налазиле су се следеће угарске жупаније: сремска и вуковска (у Срему), бачка и бодрошка (у Бачкој), као и ковинска, крашовска, тамишка и чанадска (у Банату).

### Сремска земља
Између 1282. и 1316. године, српски краљ Стефан Драгутин (који је пре тога био краљ Рашке) је имао државу која је обухватала делове данашње западне Србије (Мачву, Подриње), данашње Шумадије, данашње источне Србије (Браничево, Кучево), део данашње Војводине (северна Мачва) и део данашње Босне и Херцеговине (Усора и Соли). Ова држава се код архиепископа Данила II (Животи краљева и архиепископа српских) помиње као сремска земља (срѣмьска землѩ), држава сремске земље и сремска држава. Анонимни путописац који је 1308. године путовао кроз српске земље зове је Краљевином Србијом (лат. Regnum Servie). Млађи савременици краља Драгутина и каснији историчари познају је као „Земљу краља Стефана” (итал. terra del Re Stefano). Према Анонимовом „Опису источне Европе” из 1308, Драгутинова област (Servia) обухватала је Босну, Мачву и Марку (вероватно крајеви Кучева и Браничева) а названа је „по приликама у којима се налази народ, јер су скоро сви у ропском положају”.
Драгутинове резиденције су се налазиле у градовима Дебрцу (у Мачви, између Београда и Шапца) и Београду. У то време, именом Срем су називане две територије: Овострани Срем (данашњи Срем) и Онострани Срем (данашња Мачва). Драгутинова Сремска земља је у ствари обухватала Онострани Срем, односно Мачву. У делу литературе се наводи да је Стефан Драгутин такође владао и Овостраним Сремом, али други део литературе помиње, али други извори помињу другог локалног владара, Угрина Чака, под чијом је влашћу био Горњи Срем. Резиденције Угрина Чака налазиле су се у градовима Илоку и Пожеги. Поред Горњег Срема, Угрин Чак је такође владао Славонијом, као и јужним деловима Бачке, а при крају своје владавине и деловима Баната. Услед колапса централне власти у Угарској у ово доба, Стефан Драгутин и Угрин Чак су били фактички независни владари. Стефан Драгутин је умро 1316. године, а после његове смрти, Сремском краљевином је владао његов син, краљ Владислав II (1316—1325). Владислава II је поразио краљ Србије Стефан Дечански 1324. године, и после тога подручје његове Сремске краљевине постаје предмет спорења између Србије и Угарске. Угрин Чак је умро 1311. године, а територије којима је владао после његове смрти долазе под управу угарског краља.

### Српски деспоти
Иако су Срби на територији Војводине били део староседелачког словенског становништва (посебно у Срему), већи број Срба почиње да се насељава на ово подручје почевши од четрнаестог века. Непосредно пред отоманско освајање ових простора, Срби су чинили знатан део становништва данашње Војводине.
У првој половини петнаестог века, неки градови и места на територији данашње Војводине (и панонског дела Београда) били су у поседу српских деспота Стефана Лазаревића и Ђурђа Бранковића. У поседу Стефана Лазаревића била су следећа места: Земун, Сланкамен (данас Стари Сланкамен), Купиник (данас Купиново), Митровица (данас Сремска Митровица), Бечеј (данас Нови Бечеј), Велики Бечкерек (данас Зрењанин) и Апатин. Ова места су такође била у поседу Ђурђа Бранковића, који је, поред наведених градова, у поседу имао и следећа места: Стари Бечеј (данас Бечеј), Кулпин, Чуруг, Свети Петар, Перлек, Песер, Петрово Село (данас Бачко Петрово Село), Арач, Вршац, итд.
После османског освајања Србије (1459. године), српски деспоти су наставили да владају на територији данашње Војводине (углавном у Срему), тада под управом Угарске, као вазали угарских краљева. Резиденција српских деспота налазила се у граду Купинику (данашње Купиново) у Срему, а остала важна места у њиховом поседу су укључивала Сланкамен, Беркасово, Бечкерек, итд. Имена српских деспота у Срему су следећа: Вук Гргуревић (1471—1485), Ђорђе Бранковић (1486—1496), Јован Бранковић (1496—1502), Иваниш Бериславић (1504—1514) и Стеван Бериславић (1520—1535). Последњи титуларни деспоти Србије, Радич Божић (1527—1528) и Павле Бакић (1537) нису владали на територији данашње Војводине, већ су имали поседе на територији данашње Румуније и Мађарске. Према народној традицији, (незванични) српски деспот био је и Стефан Штиљановић (1537—1540), чија се резиденција налазила у граду Моровићу у Срему. Чињеница да су деспоти Србије владали простором данашње Војводине, као и присуство већинског српског становништва на овом подручју, разлог су што се у многим историјским изворима и мапама насталим између петнаестог и осамнаестог века територија данашње Војводине помиње под именом Расција (Рашка, Србија) и Мала Рашка (Мала Србија).

### Верске прилике
Духовни живот на простору данашње Војводине у средњем веку био је под утицајем неколико верских центара. У Срему се још у периоду позног Римског царства налазило седиште сремске епископије. Обновили су је Бугари после преласка на хришћанство 865. Сремском епископијом једно време је управљао један од двојице свете браће, Методије. У његово време епископија је обухватала Горњу и Доњу Панонију, Горњу Мезију и Горњу Дакију. Солунска браћа су проповедали хришћанство на народном језику Словена.
У Самуиловој држави Сремска епископија је укључена у састав Охридске патријаршије. Падом Самуилове државе, Охдридска патријаршија је деградирана на ранг архиепископије. Од 29 епископија које су јој прикључене, сремска (επισκοπον της Θραμου), београдска (επισκοπον της Βελεγραδων) и браничевска (επισκοπον της Βρανιτξης) имале су јурисдикцију и над подручјем данашње Војводине.
У хришћанској цркви је дуго постојало, али до коначног раскола је дошло 1054. године. Узима се да је од тог периода католицизам потискивао православље на подручју данашње Војводине. Међутим, почетком 13. века православље је и даље било доминантно у Калочкој надбискупији.
Када је крајем 11. Угарска учврстила власт над Сремом, католичкој цркви је омогућено да врши свој утицај на овом простору. Област јужно од Саве, такође звана Сремом, остала је још неко време под влашћу Византије и задржала своју ранију православну црквену организацију. Вероватно око 1230. и та епископија је потпала под утицај католичке цркве. Године 1232. папа је тражио потчињавање и београдске и браничевске епископије светој столици у Риму. Тиме је нестала православна црквена организација у Срему, али не и само православље.
Постоји тврдња и да је и други архиепископ самосталне српске цркве, после Светог Саве, Арсеније I Сремац био пореклом из Срема, из села Дабар поред Сланкамена, чија локација није тачно утврђена.
Узима се да је православну црквене организацију на простору средњовековног Срема обновио сремски краљ Драгутин. Народна традиција сматра Драгутина оснивачем фрушкогорских манастира Велике Ремете и Бешенова.
У писму папе Климента IV (1342—1352) из 1344. пише да је у манастиру св. Димитрија у Сремској Митровици, који се тада налазио под јурисдикцијом Цариградске патријаршије („ibi ponebatur abbas per patriarcham Graecorum”), „од његовог првобитног оснивања, било предвиђено да служе Грци, Угри и Словени” („in quo ex primaria institutione ipsius Graeci, Ungari, et Sclavi servire debebant”), али одвојено, свако за себе („cuilibet nationum huiusmodi fuerunt inibi distinctae ac depostiae mansiones”). Авињонски папа Григорије XI је фрањевцима из 1372. дао дозволу да оснују манастир на поседу кнеза Николе Горјанског, „подно села Чеврег (вероватно данашњи Черевић)… које се, како се тврди, налази на граници са рашким шизматицима [тј. православцима] и које је већином насељено Христовим [тј. католичким] верницима”.
Пред налетом Турака православно становништво из Босне, Србије, Бугарске и Влашке је у првој половини 15. века почело да прелази у Угарску. Папа Мартин V 17. јула 1421. пише босанским фрањевцима да је обавештен да „у Краљевини Угарској, у граничном појасу према пределима Босне, Рашке, Бугарске и Влашке … има мноштво шизматика [тј. православаца] помешаних са католицима” („”) међу којима има и оних „који су [из православља — прим. прев.] преведени на католичку веру” („et illi, qui ex eisdem schismaticis … ad fidem catholicam conversi sint”).

На границама Краљевине [Угарске] има много места, у којима Рашани [тј. Срби], Рутени [тј. Русини], Власи [тј. Румуни] и други шизматици [тј. православци] бораве на земљишту хришћана [тј. католика]. Живећи до сада у складу са својим [православним] обредом, навикли су да не плаћају уопште никакву [црквену] десетину на то исто земљиште. Међутим, господа прелати [тј. црквене старешине] их настоје натерати на плаћање десетине. Пошто се десетина, намењена за Христову баштину, обично тражи од Христових верника [тј. католика] а не од других шизматика — посебно не од оних, који на позив и ради безбедности Краљевског Величанства и војвода, барона и осталих чиновника који држе границе [Угарске] Краљевине, настањују поменута места — зато је наређено и закључено да се одсад па надаље од Рашана, Рутена, Влаха и других шизматика, на којем год земљишту хришћана боравили, не тражи уопште никаква десетина.

Четрдесет и пети законски чланак из 1495. који ослобађа Србе и друге православне народа од црквеног десетка католичкој цркви.
У писмима католичких духовних и световних великодостојника из треће и четврте деценије 15. века која се односе на мисионарски рад Реда мале браће (тј. фрањеваца) у Угарској Срби се изричито помињу као већинско становништво у пределима између Саве и Дунава. Пожешки жупан Ладислав пише 25. фебруара 1437. из Ђакова да „већи део горе поменутих предела Срема настањују Рашани” (maiorem partem predictarum parcium Syrmie Rascianos inhabitare). Додаје да је распрострањеност српског живља на том простору таква да „премда, пак, неки градови и села носе хришћански [тј. католички] назив, у већини њих (in quamplurimis) живе Рашани помешани са хришћанима”. Навео је и да су „код хришћанских [тј. католичких] верника нека села и градови дуги низ година били заражени сектама босанских јеретика и хусита, које је горе поменути отац Јаков, уз посредовање Божје милости, а по налогу врховног господара понтифика, искоренио и као побожни отац вратио вери римске цркве”. На крају је указао да „и с друге стране Дунава [тј. на бачкој страни] приближно на удаљености од једне миље живе Рашани и босански јеретици помешани са хришћанима”. Епископ сремски Јаков обавештава писмом од 15. марта 1437. папу Евгенија IV о заслугама инквизитора Јакова из Марке у искорењивању секташа у сремској епископији, „која се налази на граници самог [Угарског] краљевства у близини рашких шизматика и противника католичке вере”. У свом другом писму од 18. јула 1437. епископ сремски Јаков је написао да је „пречасни и побожни муж господин фра Јаков из Марке … у различитим крајевима краљевства, а нарочито у горе поменутим сремским крајевима, где се Босанци и Рашани, непријатељи католичке вере, живе помешани заједно између Саве и Дунава” вратио католичкој вери патарене и хусите, „а Божји народ својим проповедима учврстио у католичкој вери”. Мачвански бан Ладислав Моровићки писмом од 18. јула 1438. углавном понавља оно што је написао пожешки жупан Ладислав.
Однос католичке цркве у Угарској према православцима је био подозрив. Католичко свештенство се бојало да ће приливом великог броја православног становништва изгубити утицај над паством а тиме поседе на простору данашње Војводине. Стога се често сукобљавала са представницима Срба. Тако је калочки надбискуп Петар Варда на оптужбе деспота Јована Бранковића да му је опустошио посед и отерао стоку одговорио: „Пошто је Бог створио ово [тј. Угарско] Краљевство као хришћанско [тј. католичко], а не као шизматичко [тј. православно], сигурно није у вашој моћи да га учините [својим] рибњаком. Хришћанско становништво под хришћанским владарем у хришћанском краљевству треба да се држи хришћанског закона и хришћанског обреда”.
Католичка црква се осим речју служила и насилним методама како би повратила свој утицај на подручју данашње Војводине. Међутим, угарски краљ Матија Корвин је бранио Србе пред свештенством и папом. Тако је, на подстицај краљевог изасланика, папа Сикст IV 1477, иначе ватрени заговорник општег крсташког рата против Турака, поручио угарском свештенству, између осталог, да ни на који начин не узнемирава православно становништво. На угарском државном сабору у Будиму из 1481. је одлучено, између осталог, да се од Срба и других православних народа не узима црквена десетина, што је потврђено и на сабору из времена угарског краља Владислава II (1495). Четрдесет и пети законски чланак из 1495. такође ослобађа Србе и остале православне народе од црквеног десетка католичкој цркви.
Према једној повељи сачуваној у каснијем препису, београдски православни митрополит је за време угарског краља Матије Корвина био црквени поглавар свих православних у Угарској. У то време православне цркве постојале су у Београду, Српском Ковину, Купинову и Сланкамену. За време последњих Бранковића основана је београдско-сремска митрополија са седиштем у манастиру Крушедолу задужбини митрополита Максима Бранковића (1513—1516).

## Цар Јован Ненад и Радослав Челник
Убрзо после Мохачке битке (1526. године) и војног пораза који је Угарској нанело Османско царство, на историјску сцену излази самозвани српски цар, Јован Ненад. Уз помоћ војске првобитно састављене од српских плаћеника, Јован Ненад успоставља своју власт у Бачкој, северном Банату и делу Срема и ствара једну пролазну независну државу, чији је главни град била Суботица.
На врхунцу моћи, Јован Ненад се у Суботици крунисао за српског цара. Ова српска држава била је кратког века. Угарски племићи су се удружили против Јована Ненада и поразили његову војску у лето 1527. године, а цар Јован Ненад је убијен. Током времена, цар Јован Ненад је постао легендарна фигура за Србе. Многи историчари га сматрају зачетником данашње Војводине, а у Суботици му је подигнут споменик са натписом: „Твоја је мисао победила” (ово се тумачи као мисао српске самосталности у данашњој Војводини у односу на Угарску/Мађарску). После пропасти цареве државе, Бачка и делови Баната којима је управљао долазе за кратко време поново под угарску управу, да би убрзо дошли под директну отоманску управу.
После убиства цара Јована Ненада, његове војводе Радослав Челник (дотадашњи врховни командант његове армије) и Субота Врлић преместили су се са више хиљада војника из Бачке у Срем, којим је тада управљало Османско царство. Постали су мартолоси у сремским градовима и Београду.
Према народној традицији, Челник (војвода Рајко) узео је за себе титулу сремског војводе и владао Сремом од 1527. до 1530. године као османски вазал, а резиденција му се налазила у граду Сланкамену. Пошто је Челник раскинуо свој савез са Турцима и преместио се на хабзбуршку територију, Срем долази под директну османску управу после 1530. године.

## Османска управа

### Грађански рат између Фердинанда и Запоље
После Мохачке битке 1526, између аустријског надвојводе Фердинанда Хабзбуршког и ердељскога војводе Јована Запоље је избио рат око угарског престола, који је поделио и међусобно супротставио Србе. Фердинанд је имао много присталица у редовима Срба шајкаша, војника и племића, а Запоља је уживао подршку Срба у Банату. Запоља је Србима под својом влашћу поставио деспота – Радича Божића. Тако су Срби имали двојицу деспота: Радича Божића, Запољиног присталицу, и Стефана Бериславића, Фердинандовог присталицу. Радич Божић није дуго остао на својој функцији. Умро је тешко болестан и у дубокој старости 1528. Стефан Бериславић је 1529. предао Турцима тврђаве Бач и Фелеђхазу. Фердинанд га ја због тога оптужио за издају и наредио његово хапшење. На крају га је убио босански бег Хусрев 1535. Последњи српски деспот, Павле Бакић, погинуо је у бици код Горјана 1537. Његовом смрћу угасила се титула српског деспота.

### Успостављање турске управе
Простор данашње Војводине Турци су освајали постепено. Падом Београда 1521. један део Срема је дошао под власт смедеревског санџакбега. После Мохачке битке Турци су освојили источну Славонију и цео Срем. На освојеној територији образован је санџак са седиштем у Осијеку. Освајањем средње Славоније, дошло је до раздвајања овог санџака на сремски део са седиштем у Сремској Митровици и славонски део са седиштем у Пожеги. Освајање Бачке је привео крају будимски беглербег Хадим Али-паша, родом из Босне, освојивши Сегедин 1552. На територији Бачке је образован нови санџак са седиштем у Сегедину. До пада Будима 1541. све турске провинције у Европи улазиле су у састав Румелијског ејалета. После пада Будима 1541. образован је Будимски ејалет, који је обухватио и Сремски и Сегедински санџак. Сегедински санџак је од самог почетка припадао Будимском ејалету.
Целокупна територија данашње Војводине потпала је под османску власт после освајања Баната 1552. Банат је у име Османског царства освојио исламизовани Србин Мехмед паша Соколовић. У његовој војсци било је тада 8.000 јаничара и 100.000 акинџија, међу којима и 20.000 Срба. Уочи похода, Мехмед паша Соколовић је издао проглас Србима у Банату, написан ћирилицом на српском језику, којим је Србима обећао повластице, знатна ослобођења од намета и пореза и пуну заштиту имовине и живота. Мехмед паша је 15. септембра опсео Бечеј и освојио га 19. септембра 1551. Након тога је кренуо на Бечкерек, који је опсео 24. септембра и освојио одмах сутрадан. Након освајања Темишвара 1552, који је тада великим делом био насељен Србима, образован је Темишварски ејалет, коме је припојен цео Банат. Први темишварски беглербег је постао Касим-бег (1552—1554), који је до тада био будимски беглербег (1548—1552). Темишварски ејалет је обухватао санџаке: темишварски, чанадски, бечкеречки, новомолдавски, липовски, ђулски и јенопољски. За управника Бечкеречког санџака Мехмед паша је поставио Малкоч-бега Караосмановић-Малкочевића.

### Етничке и социјалне промене
По паду највећег дела Угарске под османску власт, дешавају се масовне миграције из језгра средњовековних српских земаља. Османске власти укидају разне пореске повластице у санџацима Смедерево, Зворник и Алаџа-Хисар (Крушевац) од којих је најзначајнија укидање повлашћеног статуса Влаха. Истовремено, овакве повластице се уводе на простору Будимског и Темишварског ејалета. Тај механизам изазива миграције толико масовне, да је трима санџацима на простору средњовековне српске државе претило потпуно расељавање.

После заузећа од агаранскога рода угарске земље, када цар турски Сулејман победи краља мађарског Лауша и поплени и пороби земљу мађарску, тада Турци обладаху многим странама, а највише родом нашим српским, као у Србији, Босни, Славонији и Далмацији, одакле дођоше многи хришћани, наши Срби у ову земљу мађарску, идући за Турцима, својим спахијама, по заповести турског цара који је тада владао, и напунише до самога Јанока (Ђера) вароши и села и насеља своја створише, цркве и домове себи подигоше.

Летопис манастира Грабовца из 1593. Запис се односи на насељавање Средњег Подунавља опустелог од турских освајања.
Током три деценије освајања и успостављања османске власти, од освајања Београда 1521. до освајања Баната 1552, територија данашње Војводине је бележила велике људске и материјалне губитке. Нападима главнине турске војске обично су претходили разорни упади лаких турских коњаничких одреда. Нарочито су опустели они крајеви где је пролазила главнина турске војске. Старији слој становништва, и словенски и несловенски, већином је ишчезао. Ако није изгинуо у сукобу са Турцима, онда се раселио бежећи пред њима. Турске власти су ради попуњавања опустелих крајева присилно насељавале Србе са Балкана. Међутим, чак ни та нова српска насеља нису била поштеђена ратних тегоба. Турска војска је на походу на немачке земље и Пољску зимовала и на територији данашње Војводине. Трошкове зимовања сносило је зависно српско становништво. Тако је приликом једног зимовања у српским крајевима за време Дугог рата (1593/1591—1606) турска војска у којој је било и Татара, Персијанаца, Черкеза и других степских народа, чија привреда се заснивала на пљачки, направила незапамћену пустош (1598). О томе је оставио запис један светогорски монах који се у то време задесио у тим крајевима док је скупљао милостињу: „села и градове палеште, цркви многија опустеше, светије икони (обложене сребром) покраше, и света места оскрнише и ископаше. И тогда, в љутоје зимноје време свлачише (људе) и нагије на земљи бијаху; ини же (друге) нагије свезани за опаши (репове) коњске влечаху, ови же с сјечени ини же стрељани. И не бе места идјеже мртви не лежаше: брда, долине, врти, поља, все бјаху исплњени тогда мртвих тјелес!”.
Током османске владавине, већи део становништва Војводине чинили су Срби, који су претежно живели у селима, док је градове настањивало етнички и верски мешовито становништво, које је укључивало Србе, муслимане (Турци, исламизовани Срби, Арапи), Роме, Грке, Цинцаре, Јевреје итд. Северне делове региона (околину Суботице) настањивали су Буњевци, који су се, после Мохачке битке, у неколико фаза настањивали на овом подручју. Неки исламизовани Срби били су, током османске управе, и на високим административним положајима, као на пример Малкоч-бег Караосмановић, који је био први османски управник Бечкерека или Хасан паша Предојевић, који је био управитељ Сегединског санџака 1592. године.

### Духовни живот
После обнове Пећке патријаршије 1557. године, које је издејствовао Мехмед паша Соколовић, православни Срби са подручја Војводине дошли су под њену јурисдикцију, а поглавар патријаршије имао је тада титулу „патријарха Срба, Бугара, поморских и северних страна”. Седишта православних епископија организованих на подручју данашње Војводине налазила су се тада у Крушедолу (Срем), затим Сегедину (Бачка), као и три седишта епископија на подручју Баната, у Вршцу, Бечкереку и Темишвару.
Неки градови Војводине имали су у османском периоду већинско српско становништво, неки већинско муслиманско, а неки становништво мешовитог састава. По подацима из 1545. године, највећи град у Османском царству са већинским српским становништвом били су Сремски Карловци, који су тада имали 547 хришћанских домова. Важно муслиманско насеље била је Сремска Митровица, у којој је по подацима из 1572. године било 598 муслиманских и 18 хришћанских домова. У то време у Митровици се налазило 17 џамија и ниједна хришћанска црква. Бечкерек (данашњи Зрењанин) био је тада једно од најзначајнијих насеља у Банату, а због заслуга које су му локални бечкеречки Срби учинили приликом освајања Баната, Мехмед паша Соколовић претворио је овај град у своју задужбину (вакуф), а његове становнике ослободио од свих војних намета. У граду Сомбору било је у османско доба 14 муслиманских богомоља, од којих су пет биле џамије, а остале махалски месџиди.
Католицизам, некад доминантна религија, сада је скоро нестало. Уочи османског периода, католицизам је представљало доминантну религију у Бачкој, северозападном Срему и северном Банату, док је српско православно становништво доминирало у јужном и источном Срему, јужном Банату (укључујући и југ данашњег румунског Баната, све до Оршаве и Мехадије) и делу Поморишја (на простору данашње Румуније). Пред Турцима је избегло не само високо католичко свештенство, него и ниже, сеоско. Дубровачки трговци из Темишвара су 1582. обавестили папу Гргура XIII да „од Дунава до Ердеља нема ниједног оца сем фратра Доминика Ђурђевића”. Сремски, печујски, калочки и чанадски бискуп нису могли да се врате у своје дијецезе, које су промениле етнички састав. Наиме, не само што се смањио број католика, него је један њихов део чак заборавио свој језик и почео да говори српским језиком. Стога је бригу над католицима у Срему, Бачкој и Банату преузео смедеревско-београдски, а у Барањи босански бискуп.
У свим насељима могле су се видети џамије, а у значајнијим градовима су се налазиле зграде седишта власти, купатила, турске школе и друге јавне зграде, док су се у главној улици (чаршији) налазиле главне трговачке и занатске радње.

### Административна подела
Османско царство било је подељено на провинције (пашалуке), које су се делиле у мање управне јединице — санџаке. На територији Баната постојала је турска провинција под именом Темишварски пашалук, док су се на територији Срема и Бачке налазили Сремски санџак и Сегедински санџак. Оба санџака су у почетку била у саставу Будимског пашалука, да би Сегедински санџак касније био укључен у Јегарски пашалук. У другој половини 16. века, источни део Баната је, за кратко време, био под управом османске вазалне кнежевине Трансилваније, која је на овом подручју организовала административну покрајину познату као Лугошка и карансебешка бановина.

### Банатски устанак
Срби у Банату су подигли велики устанак против турске власти 1594. године, а царевина им се осветила спаљивањем моштију Светог Саве – највеће српске реликвије, коју су поштовали чак и муслимани српског порекла. Ово је био један од највећих устанака у српској историји, а свакако највећи пре Првог српског устанка који је предводио Карађорђе.

### Исељавање муслимана
После аустријског освајања Војводине, готово целокупно муслиманско становништво се иселило са ових простора, а неки од њих су се после тога населили у Босни и Херцеговини, углавном у њеним северним деловима и долини реке Босне, где су били познати као „Унђуровци” (избеглице из Угарске). Њихова знатнија насеља имала су урије (општинске утрине), као у Војводини. Аустријанци су на подручју Војводине уништили и готово све трагове исламске културе, а прва џамија у Војводини након аустријског освајања саграђена је тек 2008. године у Суботици, после готово 3. века.

## Хабзбуршка управа
После Карловачког (1699) и Пожаревачког мира (1718), целокупна територија данашње Војводине долази под аустријску (хабзбуршку) власт. Границом из 1699. године, Хабзбурзима је припала Бачка и северозападни део Срема, док су Банат и југоисточни Срем остали под османском управом до 1718. године, када и они долазе под аустријску управу. Већи део Срема и делови Бачке укључени су тада у војну границу (укључујући славонску, подунавску и потиску секцију војне границе), а други делови су дошли под цивилну (жупанијску) власт у оквиру хабзбуршке Угарске. За разлику од територија под цивилном управом, војном границом управљало се директно из Беча.
Банат (познат у ово доба као Тамишки Банат) је био засебна аустријска покрајина између 1718. и 1778. године. Покрајина је била под војном управом до 1751. године, када је у северним деловима Тамишког Баната успостављена цивилна администрација, док се јужни делови издвајају из покрајине и прикључују војној граници (Банатска војна граница). После укидања ове покрајине северни делови Баната постају део хабзбуршке Угарске, док јужни делови остају у саставу војне границе до њеног укидања 1873. године. Од 1744. године, северни делови Срема долазе под цивилну управу и постају део хабзбуршке покрајине познате као Краљевина Славонија, у којој је по подацима из 1790. године живело 46,8% Срба, 45,7% Хрвата, 6,8% Мађара и 0,7% Немаца. Југоисточни делови Срема остају у саставу војне границе до 1882. године. Већи део војне границе у Бачкој укида се и ставља под цивилну управу 1750. године, а у саставу војне границе остаје једино југоисточни део Бачке, познат као Шајкашка. Да би умањиле незадовољство Срба због укидања Тамишког Баната и дела војне границе, аустријске власти формирају у бачком и банатском Потисју два аутономна дистрикта као облике локалне српске аутономије: Потиски крунски диштрикт са седиштем у Бечеју, који је постојао од 1751. до 1848. године и Великокикиндски привилеговани диштрикт са седиштем у Великој Кикинди, који је постојао од 1774. до 1876. године.
Из овог периода су познате и две велике сеобе Срба у Аустријску царевину (1690. и 1739. године), којима је појачана бројност српског становништва на подручју Војводине, Куманије и у пределима око Балатона. Срби су тада признати за једну од нација Хабзбуршке монархије (Natio Rasciana) и признато им је право на једно посебно војводство, односно територијалну аутономију. Ово право је, међутим, остварено тек у револуцији 1848—1849. године.
За време аустријске управе, Срби са подручја Војводине су остварили црквену самосталност у оквиру Карловачке митрополије, која је 1848. године уздигнута у ранг патријаршије. Јурисдикција митрополије је захватала подручје од Јадранског мора до Буковине и од Дунава и Саве до Горње Угарске, а карловачки митрополит је имао црквену власт над православним Србима, Румунима, Грцима и Цинцарима, који су живели у границама Хабзбуршке монархије.
Током Ракоцијевог устанка (између 1703. и 1711. године), Војводина је била поприште крвавог рата између мађарских устаника и Срба, који су се углавном борили на страни Хабзбуршке монархије. Вођа мађарских устаника Ференц Ракоци је у почетку покушао да придобије Србе. Августа 1703. им је писао да ће ако стану на његову страну „од оца на сина, с колена на колено, бити у таквој слободи да нигде ником неће давати данак”. Претио им је да ће „без икаквог милосрђа клати и сећи” уколико пређу на страну Хабзбурговаца. Овај проглас служио је појединим мађарским устаничким командантима као основа за постизање споразума са Србима на територији њиховог деловања. Међутим, српски народ предвођен патријархом Арсенијем Црнојевићем је упркос обећањима и претњама устаника, на крају пристао уз Хабзбурге. Било је додуше и Срба који су пристали уз Ракоција, али је њихов број био мали. Међу таквима је био и катана Обрад Лалић из Сенте, кога су сународници заробили и дали „изстрељати из пушака осталим свим на егзенпл”. Мађарски устаници су поново покушали да се приближе Србима почетком 1704. Шандор Карољи заповедник устаничких одреда у области између Дунава и Драве примио је 13. јануара у Шимегу на обали Блатног језера представнике Срба из Бачке, Барање и Срема. Међутим, споразум који је вероватно тада постигнут пао је у воду када су Ракоцијеви устаници посекли представнике. На то се надовезао 1. фебруара и покољ над Србима у Печују за који су опет били одговорни устаници. У знак одмазде Срби су извршили покољ над становништвом Шиклоша и Печуја, које није имало активног удела у Ракоцијевој побуни.
За време Ракоцијевог устанка су нарочито страдали Срби у Бачкој. Ракоцијеви устаници су спаљивали српска села, а Србе терали у прогонство. Дарваш, главни заповедник војних одреда који су се борили против Срба у Бачкој, је записао: „Сва велика места Расције и с ове и с оне стране Дунава и Тисе попалили смо”. Процењује се да је током устанка настрадало више десетина хиљада Срба. Помиње се и бројка од око 100.000 убијених Срба. Уз то је дошло до промене станишта. Српско становништво из области северно од Мориша и у Ердељу иселило се у Потиско-поморишку границу.
Током аустријске владавине, на територију Војводине су се, поред Срба, населили и многи колонисти, највише Немци и Мађари, али такође и Словаци, Хрвати, Русини, Румуни и други. Због ове колонизације Срби су изгубили апсолутну етничку већину на овом подручју, а Војводина је постала једно од етнички најмешовитијих региона Европе. Међутим, било је и одсељавања из Војводине; после укидања потиско-поморишке војне границе, Срби из бачког Потисја су се 1752. године одселили у Русију (углавном на подручје Нове Србије и Славеносрбије), а на подручје Потисја се досељавају Мађари. Нарочито много Мађара се доселило после 1867. године, када је Угарска добила аутономију у оквиру Хабзбуршког царства. Срби су, међутим, и даље остали појединачно најбројнија етничка група у Војводини, све до друге половине двадесетог века, када су поново постали апсолутна већина.
Између шеснаестог и деветнаестог века, Војводина је била културно средиште српског народа. Посебно значајни културни центри били су Сремски Карловци, Нови Сад и фрушкогорски манастири. У првој половини деветнаестог века Нови Сад је био највећи српски град (Око 1820. године, Нови Сад је имао око 20.000 становника, од којих су две трећине били Срби, а данашњи највећи српски град, Београд, није достигао приближан број становника пре 1853. године).

### Револуције и Српска Војводина
До 1848. године хабзбуршка Краљевина Угарска била је потпуно феудална територија у којој су властелини и племићи били једини власници земље, заповедали и судили. Тадашња аристократија у Угарској говорила је у кући немачки, а у иностранству француски, сматрајући народне језике, па и сам мађарски, „паорским”. После француске револуције, почела је у круговима мађарске аристократије сазревати мисао да би мађарски језик требало увести као службени језик и то не само на подручју уже Угарске, него га наметнути као званични језик и у Краљевини Хрватској. Требало је преко мађарског језика афирмисати не само националну, него и државну мисао.
Када је у фебруару 1848. године букнула револуција у Паризу, она је брзо одјекнула, проширујући се и по остатку Европе. Већ 13. марта букнула је револуција у Бечу, а два дана касније, 15. марта, и у Пешти. Мађари су већ 17. марта формирали револуционарну владу, на челу са грофом Лајошем Баћањијем, у коју су ушли сви истакнути мађарски национални прваци. Мађарски језик уведен је тада као службени у све управе у Угарској, а хрватски је дозвољен само у Хрватској, и то само у локалној самоуправи.
Дана 3. априла делегација војвођанских Срба кренула је у Пожун, да новој мађарској влади достави захтеве Срба за равноправним положајем у Угарској. Дана 9. априла српска делегација састала се са Лајошем Кошутом, а овај сусрет сматра се пресудним за тадашње погоршање српско-мађарских односа. Кошут је тада рекао српској делегацији да у Угарској постоји само један политички народ, мађарски, и да су сви остали становници земље чланови овог политичког народа. Ако би, мислио је он, у политичком смислу признали Србе за народ, онда би они требало да имају и своју владу. Када је на ово члан српске делегације, Ђорђе Стратимировић, одговорио да се Срби никако не могу задовољити схватањем да у Угарској постоји само један народ, и да ће Срби, ако им се не признају права, морати да траже ово признање на другом месту, Кошут је рекао да ова изјава значи исто што и велеиздаја, те је љутито изјавио да сада само мач може решавати спор између Срба и Мађара, на шта је Стратимировић одговорио да Србин никад није био кукавица.
После неуспелих преговора, дошло је до немира у војвођанским градовима, којом приликом су Срби спалили матичне књиге вођене на мађарском језику. Што је мађарска влада била непопустљивија према умереним српским захтевима, то су ови захтеви постајали радикалнији. У првим српским захтевима не спомињу се ни војвода ни војводина ни аутономија, али ће то веома брзо постати главне тачке српских захтева. Митрополит Рајачић је под притиском народа сазвао за 1. мај Велику народну скупштину у Сремским Карловцима (Мајска скупштина), на којој се скупило око 10-15.000 људи. На скупштини је тада проглашена аутономна Српска Војводина, која се састојала од Срема, Бачке, Баната и Барање. За војводу је изабран Стеван Шупљикац, а митрополит, Јосиф Рајачић је проглашен за српског патријарха. Изабран је Народни одбор као привремена влада Српске Војводине. Аустријски цар Фердинанд I, коме су Срби упутили делегацију под вођством патријарха Рајачића, није признао одлуке Мајске скупштине, него је упутио Србе на сарадњу са Мађарима. Срби су покушали да се нагоде са другим народима. Главни одбор је 17. маја позвао Румуне („Прогласом народу Влашком”) на сарадњу, а 22. маја и Мађаре, Словаке, Немце и Буњевце.
Мађарска влада је цео овај покрет српског народа прогласила бунтовничким и решила да га сломи војнички. Срби су пружили енергичан отпор и у данашњој Војводини је беснео прави рат. Војвођанским Србима дошли су у помоћ добровољци из Кнежевине Србије, на челу са војводом Стеваном Книћанином. Непопустљивост мађарске владе искористило је српско вођство, на челу са патријархом Рајачићем. Кад је аустријски цар прогласио Мађаре за бунтовнике, српске трупе из Војводине укључиле су се у царску војску и учествовале су у гушењу револуције у Угарској.
Први српски војни логор у Банату је подигнут код Перлеза. Командант логора је био народни пуковник Јован Дракулић, који је пре Револуције био пензионисани аустријски потпоручник. Посада логора је бројала 5.000 граничара и 300 добровољаца из Кнежевине Србије, један топ од шест фунти и два топа од три фунти. Међу граничарима било је и наоружаних дечака и учесника „Битке народа” код Лајпцига 1813. Логор код Перлеза је напао мађарски пуковник Ернест Киш у јутарњим часовима 2. септембра 1848. са бројно надмоћним снагама (5 батаљона регуларне пешадије, 6 ескадрона хусара и 16 топова) и уништио га. Међу погинулима на српској страни био је командант добровољаца из Србије капетан Јанча Михаиловић. Пуковника Дракулића је пораз погодио, али не и скроз дотукао. Скупљао је разбежале војнике с намером да подигне нови логор. Тиме се међутим није искупио за издају, коју су му његови сународници приписали због катастрофе код Перлеза. Чак је и патријарх Рајачић веровао у наводну Дракулићеву издају. Војни суд у Земуну је водио истрагу против Дракулића, који је истражном затвору провео више од 96 дана. Патријарх Рајачић га је помиловао на његову молбу јануара 1849, али му изгледа није поверовао да је невин.
Крајем 1848. у Хабзбуршкој монархији је дошло до промене на престолу. Фердинанд, који је био попустљив према Мађарима, смењен је, а на његово место доведен његов нећак Франц Јозеф, иза кога је стајала тврдолинијашка струја. Нови цар је посебним патентом од 15. децембра признао одлуке Мајске скупштине у вези са избором српског војводе и патријарха, али је заобишао српске захтеве за Војводином. Истог дана је преминуо војвода Стеван Шупљикац, чије место је остало упражњено.
Дана 4. марта 1849. у Оломуцу је донесен Октроисани устав Хабзбуршке монархије ( Мартовски устав), чијим 72 параграфом је наговештено формирање Српске Војводине, али не у складу са одлукама Мајске скупштине. Наиме, Војводина по овом Уставу не би била круновина, него би била прикључена или уједињеној Хрватској (Хрватска, Славонија, Далмација и Приморје са Ријеком), или Угарској или Трансилванији. Штавише, Војна граница се не би налазила у саставу Војводине, него би имала специјални статус. Нису чак ни прецизиране границе такве Војводине.
Војска Српске Војводине контролисала је у почетку Срем, као и јужне делове Баната и Бачке, да би у току офанзиве у јануару 1849. године под своју контролу ставила већи део територије прокламованих граница Српске Војводине, са изузетком Суботице и Барање. Под контролом војске Српске Војводине био је тада и централни Банат са градом Темишваром, који се није налазио у оквиру прокламованих граница Српске Војводине. Административни центар Српске Војводине били су, у почетку, Сремски Карловци, да би управно седиште касније било премештено у Земун, Велики Бечкерек и Темишвар.
Најсевернија тачка до које је допрла српска војска је био Сомбор. Напредовање српске војске на север је заустављено код Капоње (између Сомбора и Суботице) 5. марта 1849. Овде се малобројна српска војска (између 3.500 и 4.000 војника) сукобила са готово пет пута бројнијом мађарском (око 15.000 војника). Током повлачења српске војске сви топови су гурнути у поток, сем једног од 16 фунти кога су звали „Чича”. Његов тобџија је одбио да га гурне. Он и још један војник су га бранили до смрти вичући: „Не дам Чичу док не умрем”. Недуго потом је са мађарске стране уследила општа офанзива генерала Мора Перцела у којој је српски покрет у Бачкој и Банату готово уништен. Срби су губили место за местом. У Бачкој су до краја марта изгубили Сомбор, Стару Кањижу и Сенту, а у Банату Ђалу и Српски Крстур. Почетком априла пао је и Србобран. На левој обали Дунава Србима је остала још само Тителска висораван. На овом положају Срби ће се одржати до краја рата.
Мађарски генерал Мор Перцел је међутим био свестан да победа није коначна. Стога је 20. маја тражио од свог начелника штаба Јожефа Колмана „упутство како да се понаша у односу на Србе”.

### Војводство Србија и Тамишки Банат
После пораза мађарске револуције, царским патентом од 18. новембра 1849. од делова Баната, Бачке и Срема (Бачко-бодрошка, Торонталска, Тамишка и Крашовско-северинска жупанија и делови Сремске жупаније) формирана је посебна круновина под називом Војводство Србија и Тамишки Банат са седиштем у Темишвару. Срем је подељен између Троједне краљевине и Војводине: румски и илочки срез су прикључени Војводини. Титула војводе припала је аустријском цару. Војводством су управљали грађански и војни гувернери: генерал Мајерхофер (1849—1851), гроф Коронини (1851—1859), барон Шокчевић (1859—1860), гроф Биго де Сен-Кантен (1860) и гроф Менздорф-Пуљи (1860). Ниједан од њих није био Србин, нити је заступао српске интересе. Службени језик Војводства Србије је био немачки.
За разлику од Српске Војводине проглашене 1848. године, Војводство Србија и Тамишки Банат није обухватало јужне делове Срема, Баната и Бачке, насељене бројним српским становништвом, који су остављени у саставу војне границе, а покрајини су прикључени источни делови Баната насељени румунским становништвом, тако да је становништво ове покрајине било мешовитог састава. Срби су били незадовољни оваквим Војводством, а нарочито су били погођени патријарх Јосиф Рајачић и конзервативни кругови заједно са својом политиком ослонца на Беч, те је њихов углед нагло опадао.
Према попису из 1850—1851, од 1.426.221 становника у Војводству 397.459 њих су били Румуни, 335.080 Немци, 321.110 Срби, 221.845 Мађари, а остало су били Буњевци, Словаци, Цигани и Грци. Према попису из 1860. године, у Војводству је живело 1.525.523 становника, од којих 432.523 Срба, 414.490 Румуна, 396.156 Немаца, 256.164 Мађара, итд.
Локални органи били су у свему потчињени Министру унутрашњих послова у Бечу. Сви виши чиновници били су Немци или понемчени Чеси. Срби су у администрацији имали више чиновника него раније, али њихово учешће није било онолико колико су желели. Од 1849. године, порез плаћају сви, а постоји и једнакост пред судовима, феудални апарат је замењен грађанско-административним. Започиње индустријализација, а владају начела слободне привреде.
Војводство Србија и Тамишки Банат су у почетку били подељени на три округа: Бачко-торонталски, Темишварско-крашовски и Сремски. Године 1850. подељено је на пет округа: Лугошки, Темишварски, Бечкеречки, Сомборски и Новосадски, а окрузи су се делили даље на срезове и општине.
Војна граница је у почетку била под управом хрватског бана Јелачића. Дана 31. децембра 1849. је од Петроварадинске регименте, Шајкашког батаљона, три банатске регименте и војних комунитета основана Банатско-српска земаљска војничка управа са седиштем у Темишвару, а за њеног команданта је постављен фелдмаршал Јохан Коронини.
Незадовољни оваквим Војводством Срби звали су га Баховим Војводством. Аустријским поразом у рату са Пијемонтом, Бахов крути бирократско-полицијски режим је изгубио ауторитет. У Војводини су незадовољни грађани скидали табле са немачким натписима и царским орловима. На зидовима улица могли су да се виде разни плакати и боје српских и мађарских националних застава. У знак протеста против германизације људи су се облачили у народне ношње. У кафанама се водило српско коло и мађарски чардаш.
У овом периоду је дошло до преокрета у српско-мађарским односима. Лајош Кошут, некада непопустљив према српским захтевима, сада је у емиграцији у својим „Мемоарима” из 1856. изнео је идеју о Дунавској конфедерацији, у којој би живели заједно и уживали иста права Мађари, Срби, Хрвати и Румуни. С друге стране, српски сељаци су били разочарани политиком Беча, јер су после укидања феудализма очекивали да ће постати власници земље. Зато су се окренули Мађарима од којих су очекивали више. Мађарофилски став заузео је и највећи број српских трговаца, занатлија, интелигенције и племства. У томе их је подржавао и српски кнез Михаило Обреновић који је пружио уточиште истакнутим мађарским емигрантима. Владало је уверење да ће став мађарских либерала и демократа према немађарским народима после лошег искуства из револуције 1848–49. бити сада попустљивији. Ликујући над умирућим режимом, Срби и Мађари су једном приликом викали на сав глас: „Живео Кошут! Живео Гарибалди!”. Веровало се да ће се и патријарх Рајачић, иначе традиционално одан двору, као и 1848, приклонити расположењу свог народа. Међутим, црквени кругови су остали чврсто привржени двору. На тај начин је између народа и цркве дошло до размимоилажења које ће временом постајати све дубље и дубље.
Захтевима конзервативних мађарских магната за васпостављање нарушеног интегритета круне Св. Стефана Франц Јосиф је на крају и изашао у сусрет. Дана 20. октобра 1860. објавио је Октобарску диплому у којој је била изостављена титула Великог војводе Војводства Србије: тиме је на посредан начин Војводству најављен крај. Не желећи да код Срба изађе на лош глас, као иницијатор укидања Војводства, владар се трудио да то укидање оправда жељом самих њених становника: Мађара, Немаца и Буњеваца. Стога је и послао фелдмаршала-лајтнанта грофа Александра Менсдорфа Пуљија да испита расположење међу тим народима. Патријарх Рајачић је због тога оштро протестовао, оспоравајући Мађарима, Немцима и Буњевцима право да одлучују о судбини Војводства. Његов протест био је, разуме се, узалудан. Дана 27. децембра, Војводство Србија и Тамишки Банат укинуто је и званично. Већи део његове територије (Банат и Бачка) је прикључен хабзбуршкој Угарској, са изузетком Срема који је прикључен Краљевини Славонији. Срби и Румуни са територије војводства противили су се тада укидању покрајине, док су Немци и Мађари подржали њено укидање.

### Благовештенски сабор
Војводство то значи биће политично народа српског с ове стране.

Светозар Милетић на Благовештенском сабору
Након укидања Војводства, Срби у Банату и Бачкој су своје посланике слали у Угарски сабор, а они у Срему у Хрватски сабор.
На Благовештенском сабору који се окупио после укидања Војводства, учествовало је 75 посланика из редова свештенства, грађанства и племства. На њему су учествовале три струје:
1. Конзервативна, коју су оличавали патријарх Рајачић и дворски саветник Ђорђе Стојаковић. Ова странка, ослоњена на царски двор, позивала се на царске привилегије као темеље српског историјског права, на царска обећања и на вековне заслуге Срба за монархију и кућу Хабзбурга.[100]
2. Другу струју су чинили либерални политичари који су решење српског националног питања видели у сарадњи са Угарским сабором. Ова струја је запостављала привилегије као плод преживелог историјског права насталог у доба феудализма и следила је савременије политичке принципе. Тежње свог народа желела је да оствари уставним путем, уз помоћ Угарског сабора, на основу природног и националног права кроз савез напредних мађарских и српских друштвених снага. Идеје ове групе коју је предводио Светозар Милетић, имале су револуционарни призвук, па је ова концепција унапред била осуђена на пропаст.[101]
3. Трећа струја тежила је да избегне утицај бечког двора и Угарског сабора. Решење српског националног питања било би у обнови Војводства, које би се државноправним уговором ујединило са Троједном краљевином. Ову групу су предводили Јован Суботић и Ђорђе Стратимировић.[100]

На сабору је превагнуло мишљење набројније либералније струје. Сабор је усвојио њених 16 тачака, које су укључивале захтев за стварање аутономне српске области. Та област која би се звала Војводовина српска, обухватала би пределе већински насељене Србима: Срем, доњу Бачку, део Баната и Војну границу. На челу Војводовине налазио би се војвода, а службени језик био би српски. Војводовина би имала своја обележја (грб и заставу), као и независно судство. 
Захтеве Благовештенског сабора Бечки двор није усвојио, јер је водио рачуна о интересима мађарске буржоазије, која је оспоравала другим народима право на засебну територију.

## Аустроугарска

### Аустроугарска нагодба
Године 1867. Аустријско царство је преобличено у Аустроугарску, а Угарска постаје један од два аутономна дела нове државе. Засебне аустријске крунске земље Хрватска и Славонија уједињују се тада у јединствену круновину названу Хрватска-Славонија, која постаје аутономни део Угарске 1868. године.

### Угарски сабор
Угарски сабор је током 1868. донео два важна закона која су се тицала Срба и других немађарских народа: Закон о црквено-школској аутономији и Закон о народностима. Први је потврдио Србима ранија права из домена вере и просвете. Други је прокламовао да у Угарској живи само један политички народ — мађарски.

### Развојачење Војне границе
Седамдесетих година 19. века долази до развојачења Војне границе. Војна граница Банату и Бачкој је укинута 1873 и прикључена Угарској. Војна граница у Срему је укинута 1882. године и прикључена Хрватској-Славонији. Након тога целокупна територија Срема, Бачке и Баната долази под цивилну (жупанијску) власт.
Законом о устројству жупанија и о уређењу управе у жупанијама и срезовима од 5. фебруара 1886, Хрватска и Славонија су управно подељене на 8 жупанија: загребачку, вараждинску, бјеловарско-крижевачку, вировитичку, пожешку, сремску, модрушко-ријечку и личко-крбавску. Сремска жупанија је била друга по величини жупанија у Хрватској и Славонији. Захватала је површину од 6.865 km². Седиште јој се налазило у Вуковару.

### Жупаније и регије
На подручју Баната постојале су жупаније торонталска са седиштем у Великом Бечкереку, тамишка са седиштем у Темишвару и крашовско-северинска са седиштем у Лугошу, на подручју Бачке бачко-бодрошка са седиштем у Сомбору, а на подручју Срема сремска са седиштем у Вуковару. Сремска жупанија била је у саставу Хрватске-Славоније, а остале жупаније у саставу „уже Угарске”.

### Мађаризација
Влада аутономне Угарске наставља националну политику из доба револуције, насилно се намеће мађарски језик и спроводи се мађаризација немађарског становништва. По подацима из 1840. године, проценат Мађара у Угарској износио је 37%, а услед наведених мера угарске владе, овај проценат се попео на 48% у 1910. години. Мења се и састав становништва на подручју данашње Војводине, где се смањује удео Срба, а повећава удео Мађара, делом због насељавања Мађара из других делова тадашње Угарске, а делом због „помађаривања” немачког, јеврејског, словачког, буњевачког и другог становништва.
Политички представници српског народа нису се слагали са новим положајем Срба на подручју Војводине и наставили су политичку борбу за културну и територијалну аутономију. Најзначајнији политички вођа војвођанских Срба био је Светозар Милетић, који се борио за већа права немађарских народа у Угарској. Због чланка „Ћирилица у загребачком политичком хербергу” (Застава од 5. октобра 1869), у ком је напао хрватског бана Левина Рауха, Поротни суд у Пешти га је 23. августа 1870. осудио на годину дана затвора. По избијању Првог српско турског рата (1876—1877) приведен је 23. јуна/5. јула 1876. под сумњом да је планирао да побуни Србе у Војводини. Осуђен је 18. јануара 1878. на 5 година затвора, али је помилован и пуштен на слободу 5. новембра 1879.
Почетком 1873. у Пешти је основано друштво „Мађарски савез” (мађ. Magyar Szövetség), са задатком да шири мађарски дух међу немађарским народима.
Угарски сабор, на ком су углавном били заступљени Мађари, редовно је изгласавао такве законе којима је просвета немађарских народа била доведена у питање. Тако је нпр. укинута државна помоћ српској гимназији у Новом Саду.
На Угарском сабору је 1879. усвојен закон о увођењу мађарског језика у основне народне школе у којима се до тада није учио. Наводно, требало је сваком грађанину пружити прилику да још у основној школи савлада мађарски језик.
Убрзо после тога, 1883, усвојен је закон којим се мађарски језик као обавезни предмет уводи и у средње школе. Намера мађарских власти је била да се омладина у средњим школама образује „у духу верног грађанског подаништва и родољубља”.
Угарски сабор је 1907. донео законски чланак 28, познат још и као Апоњијев закон о народним школама. За Србе је он „био ругло и пркос целој културној Европи”, без обзира и на неке добре стране које је имао. Наиме, према закону, „свака школа и сваки учитељ, без икаква обзира на карактер школе, без обзира на то да ли ужива државну припомоћ или не, дужни су у дечјој души развијати и учвршћивати љубав према Мађарској домовини и свест да припадају мађарском народу”. То је значило да ће школе немађарских народа које држава не финансира морати без обзира на то да се држе плана и програма које прописује Министарство просвете Угарске.
Укидањем црквено-школске аутономије 11. јула 1912, српској просвети је задат још један ударац.
За то време, у мађарским школама било је дозвољено причати само на мађарском, а „дете које би мађарски учитељ уочио да говори својим матерњим српским језиком, било би сурово телесно кажњавано”.
По Аустроугарском попису из 1910. године, на подручју данашње Војводине су се говорили следећи језици: српски (33,8%), мађарски (28,1%), немачки (21,4%) и други (16,7%).

## Први светски рат
Срби у Војводини су били запрепашћени Сарајевским атентатом, јер су знали да ће он бити искоришћен против њих. Стога је српска штампа осудила атентат као чин „болесних и узаврелих мозгова” и истакла своју лојалност Аустроугарској. Међутим, то Србе није спасило прогона и хапшења који су уследили након тога. Радикалски првак Јаша Томић је неколико пута интерниран. Михаило Полит-Десанчић је само захваљујући својим везама успео да избегне интернирање, које би за њега било фатално.
Мобилизацијом одраслог мушког становништва није било довољно радне снаге која би се бавила пољопривредом. Због тога су за пољопривредне послове коришћени руски заробљеници па чак и деца под надзором својих мајки. Угарска влада је хтела да одговори потребама војске. Како то није могла да постигне редовном производњом, прибегла је ванредним мерама. Све то се одразило на цене основних животних намирница. Сто килограма кромпира је нпр. пре рата коштало 4—5 круна, а после пола године 14, у пролеће 1915. године 18—29, у јесен 1916. 30 круна.
Из следећих података се може видети колико су поскупеле животне намирнице од јуна 1914. до јула 1918.
|                  | јун 1914. | јул 1918.   |
| ---------------- | --------- | ----------- |
| кг телећег меса  | 1,60—3,40 | 24—32 круна |
| кг овчијег меса  | 1,80—2,40 | 17—32 круна |
| кг свињског бута | 1,84—2,80 | 10 круна    |
| кг масти         | 1,52—1,68 | 11 круна    |
| кг кајмака       | 0,70—1,40 | 5 круна     |
| кг брашна        | 0,42—0,52 | 3,94 круна  |
| кг пасуља        | 0,28—0,44 | 0,94 круна  |
| кг белог хлеба   | 0,34—0,44 | 2,66 круна  |

Од 1914. до 1918. гриз је поскупео 10.000%, говедина 1.500%, јаја 1000%, маст 800%, брашно 700%, бели хлеб 650%, млеко 520%, свињетина 500%. Већ у пролеће 1915. се осетила несташица пшеничног брашна. Стога је прављен хлеб од мешаног брашна (са 50% кукурузног брашна).
Многи Срби су против своје воље мобилисани у аустроугарску војску.
После победе у Церској бици 1914, српска војска је ушла у Срем, где ју је српско становништво дочекало са одушевљењем. Аустроугарска војска је за одмазду стрељала 328 људи у доби од 15 до 75 година, иселила 41 село и спалила многа имања. Нешто после тога, 12. септембра, стрељано је десеторо особа из Бешке, Војке и Сремских Карловаца, међу којима су били један свештеник, један општински бележник, један кројач, два поседника, два студента, два грађевинара и академска сликарка Даница Јовановић.
Када је Србија поражена и окупирана у јесен 1915, аустроугарске власти су покушале да у окупациони систем укључе Србе из Војводине. Међутим, војвођански Срби су одбили да буду окупатори својим сународницима. Они пак који су се стицајем околности нашли у улози окупатора, трудили су се да олакшају положај својим сународницима. Тако је Суботичанин Стипан Матијевић док је био војни судија у Београду ослобађао оптужене Србе од оптужби. Због тога је смењен са положаја и подвргнут истрази.
Крајем 1917. у Новом Саду је основан Средишњи одбор за Бачку, Банат и Барању са циљем да прихвата сирочад из Босне и Херцеговине. Успео је да збрине око 10.000 деце, које је спасио из ратом захваћених простора сместивши их по местима у Војводини и Славонији. Средином 1918. Војводина је захваћена епидемијом „шпанске грознице”, која је однела животе многих и младих и старих људи.
Они Срби који су били стационирани на Источном фронту, чекали су прву прилику да се предају Русима које су сматрали својом једнокрвном браћом. Преко Русије су одлазили на Солунски фронт, где су ступали у добровољачке јединице које је образовала српска војска. У време пробоја Солунског фронта Југословенска дивизија је бројала 21.000 људи, од чега су 1/3 чинили Срби из Војводине. Само су Срби из Барање дали 600 добровољаца.

## Међуратни период

### Народни одбори
Изнуреност и ратника и њихових породица, глад и голотиња код породица слабијег имовног стања доводе људе до очајања. Али све то је ипак помешано са радошћу и вером у скору и бољу судбину.

Добривоје Николић
После пробоја Солунског фронта уследио је распад Аустроугарске. Дана 29. октобра 1918. створена је Држава Словенаца, Хрвата и Срба са седиштем у Загребу, у чијем саставу се нашао и Срем. Срби и други народи на подручју Војводине су организовали народне одборе или већа. Српски одбори су били организациони облик српског народног покрета за присаједињење, а за циљ су имали да врше локалну власт и да се брину о безбедности грађана и њихове имовине.
Ницањем српских народних одбора широм Војводине, покрећу се и листови, органи ових одбора: у Сремским Карловцима „Гласник Народног већа”, у Сентомашу „Србобран”, у Панчеву „Панчевац”, у Суботици „Невен”, у Великом Бечкереку „Банатски гласник”, у Вршцу „Нова зора”. У местима са изразито српском већином, смена старих власти је текла глатко. То, међутим, није био случај са местима са мањим српским а већим мађарским уделом у укупном становништву. Тамо је мађарска управа, премда у одумирању, показивала још знаке живота. Тек је доласком српске војске олакшана смена власти и тамо где она до тада није извршена у потпуности.
Тако су на крају рата на тлу Војводине постојале три врсте власти: старе угарске, нова Карољијева и српске у облику народних одбора. Првој су откуцавали последњи сати, друга се налазила тек у фази формирања, а трећа је била у полету.

#### Темишвар
На великом народном збору у Темишвару 31. октобра на ком су се сакупили углавном Немци и Мађари образовано је народно веће и проглашена краткотрајна Банатска република. За цивилног комесара је изабран адвокат из Темишвара др Ото Рот, а за војног пуковник Алберт Барта. Народно веће је прогласило да преузима сву цивилну и војну власт у Тамишкој, Торонталској и Крашовско-северинској жупанији. Свим народима су гарантована једнака грађанска права и слободна употреба матерњег језика у школама и јавним институцијама.
Мађари су на проглашење Банатске републике заправо гледали као на привремено решење којим је требало онемогућити српској војсци улазак у Банат. Коначни циљ Мађара је био прикључење Баната Мађарској. Срби и Румуни пак нису желели независну банатску државу у којој би водили споредну реч, него уједињење Баната са Србијом односно Румунијом. Једино је Немцима искрено било стало до Банатске републике, јер су гајили наду да ће у независном Банату имати више права него у оном у оквиру Мађарске, Румуније и Србије. Зато су већ сутрадан, 1. новембра, на великом народном збору у Вршцу подржали Темишварску прокламацију.

#### Велики Бечкерек
Први српски одбор је организован у Великом Бечкереку 31. октобра 1918. Основан је пре свега залагањем адвоката др Славка Жупанског. Својим настанком и каснијим деловањем СНО је спречио ширење гласина да су Срби остали верни Угарској. На оснивачкој конференцији у згради Српске црквене општине, на којој је поред сазивача Жупанског присуствовало још деветоро истакнутих Срба (поп Драгутин Мољић, Живко Терзин, др Андрија Васић, прота Жарко Стакић, Милан Ракић, Паја Ристић, Светозар Исаковић и Јефта Вуков), за председника Одбора је изабран адвокат др Андрија Васић, за потпредседнике др Славко Жупански и Живко Терзин, а за почасног председника адвокат др Емил Гаврила. Већ сутрадан по оснивању СНО је почео да регрутује људе за народну гарду. Међу првима су се одазвали ветерани и омладинци. За команданта Српске народне гарде је изабран потпуковник аустроугарске војске у пензији Миша Вејновић, а за његовог заменика Иван Савић. Од наоружања гарда је у почетку располагала са свега неколико пушака. Касније су јој представници градских власти уступили 100 пушака и муницију.
Мађарско народно веће у Бечкереку је основано после Српског народног одбора, 3. новембра. За председника је изабран поджупан др Јанко Агоштон. Мађарска гарда је била добро наоружана. Имала је довољно пушака за сваког гардисту, а поред тога је располагала и са неколико митраљеза. Оснивању Мађарског народног већа је претходила једна шира конференција на којој се апеловало на све грађане да подрже интегралну Мађарску и организују се у народно веће. На њој су се појавили и Жупански и још неки Срби. Поджупан Агоштон је помислио да су Срби дошли да се посаветују са Мађарима око оснивања заједничког српско-мађарског већа. Међутим, разочарао се када је чуо да су Срби у складу са начелом народног самоопредељења (које је уосталом усвојила и сама влада у Будимпешти) већ основали своје веће.

#### Сомбор
На вест о револуционарним догађајима у Будимпешти (30. и 31. октобра), Мађари у Сомбору су формирали Мађарско народно веће и Народну одбрану (стражу), у чији састав су ушли велики жупан Ерне Балоги, градоначелник Лајош Клајнер, жупанијски и градски службеници. И Србима Сомборцима је упућен позив да се прикључе раду Већа, али се они на њега нису одазвали. Уместо тога су на једном тајном састанку 3. новембра одлучили да за 5. новембар сазову са Буњевцима збор у Градској кући на ком би формирали заједничко Народно веће. За председника тог Већа су предложили др Јоцу Лалошевића, а за потпредседнике Стевана Маглића и Антуна Тонику Бошњака. Обавестили су власти да ће одржати збор и навели имена људи који ће му присуствовати. Како се Тоника Бошњак одазвао позиву власти да оснује посебно Буњевачко веће, уместо њега је за потпредседника Народног већа Буњеваца и Срба изабран Јосип Стрилић. На збору сазваном за 5. новембар је присуствовало 145 грађана, а од тога 17 Буњеваца. Збор је усвојио Вилсонов принцип народног самоопредељења и о томе обавестио народ путем прогласа у ком је позивао Буњевце и Србе на „братски споразум”. Народно веће Срба и Буњеваца је одржавало присне везе са Српским народним одбором у Новом Саду.

#### Суботица
Мађари у Суботици су 31. октобра 1918. формирали Мађарско народно веће, а неколико дана касније (10. новембра) Срби и Буњевци су формирали Српско-буњевачки народни одбор. Одбор Срба и Буњеваца је за председника изабрао Шимуна Милодановића, велепоседника и бившег пуковника 6. домобранског пука, а за потпредседнике Јоцу Манојловића, адвоката и управника једне српске штедионице и Блашка Рајића, католичког жупника (пароха).

#### Велика Кикинда
У Великој Кикинди је Српско народно веће основано 10. новембра 1918. Од чланова Већа је изабран извршни одбор кога је чинило 15 људи. За председника је изабран Марко Богдан, а за почасног председника Милутин Јакшић.

#### Нови Сад
Најзначајнији Српски народни одбор је био онај у Новом Саду, у ком су преовлађивали и играли одлучујућу улогу радикали. Настао је од Одбора за прихватање и смештај избеглица из Босне и Херцеговине. На оснивачкој седници одржаној 3. новембра на тадашњем тргу Франца Јозефа за председника Одбора је изабран радикал Јаша Томић, а за потпредседнике Аркадије Варађанин и др Игњат Павлас. Донета је одлука о формирању српске народне страже која би „одржала ред и мир и спречавала пљачку и убиства”, као и о покретању листа (Српског листа) који би требало да буде орган свих српских народних одбора у Војводини.
Мађарско народно веће у Новом Саду је основано 1. новембра 1918. на челу са публицистом Јожефом Мајером.
Словачка национална странка предвођена Људевитом Мичатеком је 10. новембра 1918. упутила позив представницима свих Словака из Баната и Бачке да дођу на саветовање у Нови Сад. На овом скупу је основан Национални савет доњоземаљских Словака, који је требало да заступа интересе Словака у Бачкој, Банату, Срему, Пештанској, Бекешкој, Чанадској, Бихорској, Салолшкој и Силађској жупанији. Словачки скуп у Новом Саду је поздравио одлуке Српског народног одбора у Новом Саду.

### Долазак српске војске
Хвала ти Господе, да сам ово доживео, сад могу мирно умрети.

Михаило Полит-Десанчић на вест о напредовању српске војске после ослобођења Београда
Српска војска је почела да пребацује своје снаге преко Дунава и Саве још пре почетка преговора о примирју. Делови Прве армије под командом војводе Живојина Мишића су почели да се пребацују преко Дунава 3. новембра код Великог Градишта, а преко Саве 4. новембра. Како би натерао Мађарску на потписивање примирја, главнокомандујући савезничке војске на Балкану Луј Франше д' Епере је 6. новембра наредио српској војсци да пресече железничку везу између Турн Северина и Темишвара. Пошто је Будимпешта одуговлачила са потписивањем примирја, Депере је издао наредбу српској војсци да преузме контролу над целим подручјем Војводине.
Без већих напора српска војска је ушла у Руму 6, Сремску Митровицу и Стару Пазову 7, Белу Цркву, Панчево и Нови Сад 9, у Вршац 10, Суботицу, Сомбор и Бају 13. новембра. Након примирја у Београду (13. новембра) ушла је и у Темишвар, Лугош и Оршаву 15, Сенту 16, Велики Бечкерек и Темишвар 17, Тител и Кикинду 18. и Арад 21. новембра.
Српска војска је углавном свуда топло дочекана. На панчевачком пристаништу капетан српске војске Петар В. Арачић се обратио својим војницима речима: „Јунаци, сада сте прешли у нашу лепу српску Војводину. Сваки од вас има да се понаша јуначки, исправно и ниједном грађанину, без разлике вере и народности, не сме ни једна длака на глави да фали. Напред.” У Руми је поздравни говор војсци одржао др Жарко Миладиновић, док је др Јурај Вранковић одушевљење Срба и Хрвата за уједињење изразио стиховима: „Што је алем камен злату, / То је Срб Хрвату / што је златна круна грбу, / то је Хрват Србу”. У Новом Саду се српским војницима под командом мајора Војислава Бугарског са балкона Матице српске Јаша Томић захвалио што су „испунили давнашње жеље Србинове”. Оне „који нису Срби” Томић је уверавао да се не плаше српског војника: „У боју са Арнаутима видео сам племенитост српског војника који је носио на рукама арнаутско детенце јер верује у Бога и душу”. У Сомбору је пешадијског мајора Николу Илића у просторијама Народног већа Срба и Буњеваца поздравио др Јоца Лалошевић. У Суботици су потпуковника Анта Живуловића и мајора Михајла Бродија на железничкој станици у име БСНО поздравили Шимун Милодановић и Јован Манојловић (на српском), а у име градског сената и МНВ Лајош Дембиц односно Емил Хаваш (на мађарском). У Бечкереку је поздравни говор војсци и њеном бригадиру Драгутину Ристићу на железничкој станици одржао др Славко Жупански, а у великој сали жупанијске зграде поджупан др Јанко. Осамдесетседмогодишњи Михаило Полит-Десанчић је од узбуђења доживео мањи мождани удар, када га је Српско народно веће у Темишвару позвало да поздрави српску војску која је стигла у град.
Српска војска је тако, у новембру 1918. године, контролисала Срем, већи део Баната, Бачку и Барању.
Долазак српске војске на просторе Срема, Баната, Бачке и Барање је утицао на судбину ако не свих делова Војводине, а оно барем њеног језгра.

### Београдско примирје
Уговор о примирју је закључен у Београду после седмодневних преговора 13. новембра 1918. у 23.15 часова. Са савезничке стране потписали су га војвода Живојин Мишић и генерал Пол Анри, а са мађарске министар војни Бела Линдер. Садржавао је 18 тачака. Према првој тачки мађарска влада се обавезала да ће повући војску северно од линије коју обележавају горњи ток реке Самоша, Бистрица, Мориш (село)|Мориш до ушћа у Тису, Суботица, Баја, Печуј, а затим ток реке Драве до њеног спајања с границом Хрватске и Славоније. Српска и француска војска ће заузети ово подручје под условима генерала Депереа. Цивилна власт ће и даље остати у рукама мађарске владе. Од оружаних снага једино ће мађарска полиција и жандармерија остати на запоседнутој територији и то у ограниченом броју како би се одржао ред и мир. Остаће и поједине војне јединице потребне за обезбеђивање железничких пруга.
Примирјем је српској војсци потврђено поседање територија обележених демаркационом линијом која је на истоку ишла правцем Оршава—Мехадија—Карансебеш—Лугош—Арад, на северу дуж реке Мориш до Сегедина и даље правцем Сегедин—Печуј—Барч, на западу Дравом од Барча до Осијека и даље железничком пругом од Осијека до Шамца на Сави.
У тренутку потписивања примирја српски народни одбори су смењивали мађарске власти, негде саме (народном гардом), негде уз помоћ војске војске.
У европској јавности је преовладало уверење да је Мађарска потписала неповољно примирје. За то је можда био највише заслужан британски публициста и дипломата Вилијам Гуд, који је у новој свесци „Енциклопедије Британике” писао „да је Карољи лишио Мађарску многих територијалних и других права која су јој била дата раније склопљеним примирјем на Италијанском фронту између генерала Дијаза и аустроугарских армија”. Карољи се правдао да је Београдско примирје „било војнички а не политички споразум на основи којега је и на окупираним подручјима остало мађарско законодавство и управа”, што је потврдио и француски генерал Луј Франше д' Епере.

### Велика народна скупштина
У организацији Српског народног одбора из Новог Сада сазвана је Велика народна скупштина Срба, Буњеваца и осталих Словена у Банату, Бачкој и Барањи, која 25. новембра 1918. године у Новом Саду проглашава отцепљење ових региона од Угарске и њихово присаједињење Краљевини Србији.
На Великој народној скупштини били су заступљени скоро сви бројнији народи Војводине (изузев Румуна), с тим да неки народи нису били заступљени с оним бројем представника који би био сразмеран бројности тих народа на подручју Баната, Бачке и Барање. Велика народна скупштина бројала је укупно 757 делегата, од којих је било 578 Срба, 84 Буњевца, 62 Словака, 21 Русин, 6 Немаца, 3 Шокца, 2 Хрвата и 1 Мађар. 24. новембра, дан пре сазивања Велике народне скупштине у Новом Саду, одржан је Велики народни збор у Руми на коме је проглашено присаједињење Срема Краљевини Србији.

„Косовски мученици! Сретно вам Ослобођење! Никада у животу нисам био толико уздрхтан као у овом тренутку. А видим вам на лицу, да сте и ви тако уздрхтани. Ми нисмо сами. Зар може бити, а да и ви не видите, како се у овој дворани налази и српска петстогодишња историја, до сада тужна а сада озарена и насмејана. Може ли бити а да ви не видите у зраку ове дворане наше велике мртве, дух њихов. Може ли бити да и ви не видите, како на прозорима ове дворане ударају пахуљице белога снега, а у тим пахуљицама је дух оних, који се нису још ни родили и који ће тек доћи, дух будућности наше. Ми нисмо овде данас сами.”
Говорећи о одлуци да се Војводина прикључи Србији, Томић каже:
„Јесмо ли добро урадили? Ако питамо срце, казаће, учинили сте по мени; ако питамо памет, и она ће нам то казати.”

Дан раније, 24. новембра, на збору месних одборника Народног већа у Руми, најављено је да ће се Срем непосредно присајединити Србији у случају да не дође до уједињења Југословена. Збор је у Нови Сад упутио делегацију која је тамо доставила поменуту резолуцију.
Дана 1. децембра 1918, проглашено је уједињење Краљевине Србије (у чијем саставу су тада били Банат, Бачка и Барања, као и Срем) са Државом Словенаца, Хрвата и Срба и формирање нове јединствене државе под називом Краљевство Срба, Хрвата и Словенаца, касније познате као Краљевина Југославија, а 1919. године је ново краљевство (са територијом данашње Војводине у свом саставу) и међународно признато.

### Народна управа
Поред одлуке о присаједињењу Краљевини Србији, Велика народна скупштина у Новом Саду је такође донела одлуку о формирању покрајинске владе (народне управе) и покрајинске скупштине (великог народног савета) за Банат, Бачку и Барању. За председника народне управе изабран је др Јован Лалошевић, а за председника великог народног савета др Славко Милетић.
Велики Народни Савет бројао је 50 чланова, од којих 35 Срба, 8 Буњеваца, 5 Словака, 1 Крашована и 1 унијатског свештеника. У надлежности народне управе налазили су се следећи одсеци: политички послови, унутрашњи послови, правосуђе, просвета (школа и црква), финансије, саобраћај, привреда, прехрана и снабдевање, социјалне реформе, народно здравље и народна одбрана.
Међутим, Народна управа тада још није успоставила пуну контролу над свим институцијама у Војводини. Крајем 1918. и почетком 1919. деловима тадашње Војводине истовремено управљају влада из Београда, Народна управа из Новог Сада, влада из Будимпеште, месна народна већа и месне самоуправне власти. Међутим, од 4. децембра 1918. Народна управа је почела да смењује мађарске велике жупане, градоначелнике и јавне бележнике и да на њихова места доводи Словене, углавном Србе. За панчевачко-вршачког жупана је именован др Јован Богданов, за торонталско-тамишког жупана др Славко Жупански, за бачку жупанију др Коста Бугарски, за град Темишвар и темишварску и крашовско-северинску жупанију др Мартин Филипон (Крашован), за град Бају и Барању др Стјепан Војнић-Тунић (Буњевац). За градоначелника Панчева именован је др Јован Богданов, за Суботицу др Стјепан Матијевић (Буњевац), за Вршац Иван Косировић, за Нови Сад Јован Живојновић. Затим је 16. децембра Народна управа издала наредбу којом је обавезала све чиновнике да положе заклетву на верност српском владару и Народној управи. Заклетва је гласила: „Заклињем се Богом живим, да ћу све дужности, које ми моје звање налаже, верно и савесно испуњавати, да ћу бити веран Народној Управи за Банат, Бачку и Барању, да ћу њене наредбе извршавати, својим претпостављенима се покоравати и званичне тајне чувати. Тако ми Бог помогао!” Сви они који буду одбили да положе заклетву, биће смењени са положаја и протерани преко демаркационе линије. Дана 13. јануара Народна управа је издала наредбу којом је обавезала све локалне власти да уведу српски језик. Међутим, у многим местима та наредба није била извршена.
Народна управа је успела много да уради у областима правосуђа, школства, привреде и финансија. У судовима је усвојено начело да је језик странака и језик суђења, а такође је усвојен и сличан принцип у школству да је наставни језик матерњи језик ученика. Међутим, Народна управа никада није добила званично признање од владе у Београду. Штавише, премијер Краљевине СХС Стојан Протић је тражио 20. децембра 1918. да се она распусти. Упркос томе, Народна управа за Банат, Бачку и Барању је била активна све до 11. марта 1919. године, када је одржала своју последњу седницу. Укидањем Народне управе аутоматски је укинут и Велики народни савет, чије надлежности су пренете на владу у Београду. Након укидања Народне управе, Банат, Бачка и Барања је формално и даље третирана као једна од покрајина Краљевства СХС, све до поделе земље на области 1922. године.
Наредбом Министарства правде Краљевине СХС од 22. јуна 1919. судској власти је забрањено да примењује законе Мађарске републике, а дозвољено јој је да се придржава само позитивних закона бившег угарског законодавства.

### „Политика печујске амбиције”
Успостављање нових цивилних власти било је отежано нарочито у Барањи. Народна управа је 1. фебруара 1919. именовала Владислава Пандуровића, адвоката из Брчког, за великог жупана и владиног комесара Барање. Сматран је погодном личношћу, јер је дуго година био наставник кадетске школе у Печују и био ожењен Мађарицом из Печуја. Међутим, Национални савет Мађара у Барањи је одбио његово наименовање, образложивши да не прихвата цивилне власти из Новог Сада, него само оне из Будимпеште.
У Печују су 29—30. августа 1920. одржани избори на којима је однела убедљиву победу Печујско-барањска социјалистичка партија пријатељски настројена према српским властима. Победа јој је омогућила да формира градску управу на челу са градоначелником Белом Линдером, бившим министром војним у влади грофа Карољија.
У нади да ће добити још нека места у деловима Барање и Бачке који су према одредбама уговора припали Мађарској, југословенске власти су годину дана (од лета 1920. до лета 1921) одуговлачиле са евакуацијом војске и администрације из ових области. Мађарској су за то понудиле изговор да није испоштовала одредбе примирја. Због неслагања са одлуком мировне конференције, део становништва из крајева Барање и Бачке који су се, према мировном уговору, нашли у оквиру Мађарске, прогласио је 15. августа 1921. стварање краткотрајне Барањско-Бајске републике, за чијег је председника изабран Петар Добровић. Њени представници су на пријему код премијера КСХС Н. Пашића затражили помоћ.
Међутим, 18. августа 1921. једна међународна комисија је дошла у Бају са задатком да надгледа евакуацију Бајског трокута. Југословенска војска је 19. августа 1921. у журби евакуисала Печуј и Бају. Сутрадан, на дан Светог Иштвана, који се код Мађара сматра заштитником Угарске, мађарска војска је ушла у Барању и Нови Сегедин. Када је ушла у Печуј, мађарска војска је објавила да се неће задржавати на обалама Драве, него да ће ићи на Сомбор и Суботицу. Ове претње Мађарска, међутим, није остварила све до 1941. године. Многи Срби и Буњевци су били огорчени због предаје Барање и Бајског трокута без борбе. Петар Пекић, који је остао без свог родног краја (Горњи Свети Иван), своје разочарење је изразио стиховима: „Зар ће Српска Војска сад да нас издаде / Пред којом душманин на колена паде”?

### Штрајк мађарских железничара у Суботици
У складу са Београдским примирјем, железница на простору Суботичке железничке управе је до јануара 1920. била засебно тело на подручју које су контролисале српска војска и Народна управа. О именовањима и унапређењима службеника ове железнице одлучивала је Мађарска државна железница, а са тим су биле сагласне и српске власти у Београду. Војне власти су у Барањи имале проблема са веома утицајном Социјалдемократском партијом и синдикалним савезима које су окупљали мађарско радништво. Када је фебруара 1919. ухапшена једна група истакнутих Мађара међу којима је био Ђула Хајду, Савез железничара и Савез државних службеника (који су били остаци претходних власти) прогласили су генерални штрајк на који су се одазвали претежно мађарски радници у Суботици, Темишвару и Печују. Војне власти су покушале да угуше штрајк, хапшењем дела рудара, железничара и других учесника, али је то за последицу имало застој у железничком саобраћају у Барањи, делу Бачке и Баната, који се одразио и на привреду. Генерални штрајк је завршен победом мађарских радника 12. марта 1919, када је Врховна команда у Београду прихватила радничке услове. На штрајковима су, поред социјалних, истицани и мађарски национални захтеви, који су укључивали захтеве за успостављање мађарске управе, укидање цензуре која је погађала мађарску штампу, укидање заклетве на верност Народној управи, враћање на посао отпуштених мађарских чиновника, итд.

### Разграничење са Мађарском
Средином 1919. регент Александар је посетио шест војвођанских градова: Панчево 2, Нови Сад 10, Велики Бечкерек 20. и 21, Велику Кикинду 21. и 22. јуна, Суботицу 26—28. јула и Сомбор 28. и 29. јула. Свуда је топло дочекан. Нарочито одушевљење је изазвао приликом боравка у Суботици, где је изјавио: „Суботица је наша. Наша је била, наша ће бити и наша мора остати”. Његове речи су створиле уверење да ће разграничење са Мађарском бити решено у корист Краљевине СХС.
Тачком 2. члана 27. Уговора о миру у Тријанону од 4. јуна 1920. углавном су одређене границе између Краљевства СХС и независне Мађарске. По овом уговору, Краљевини СХС је припао већи део Бачке и мањи југоисточни део Барање између Дунава и Драве ( Барањски троугао — између Драве, Блатног Језера и Дунава), а Мађарској Бајски трокут, већи део Барање и мали део Баната близу Сегедина.
Коначно повлачење и обележавање границе на терену, као и израда граничне документације (планова и карата) поверене су Међународној комисији за разграничење, која је образована у Паризу 1. августа 1921. на основу члана 29. Уговора о миру. За комесара Уједињеног Краљевства одређен је пуковник Кри, Француске потпуковник М. Марминија, Италије пуковник Валвасони, Јапана потпуковник Јанагава, Мађарске пуковник Васел и Краљевине СХС коњички пуковник Војин Чолак-Антић.
Комисија је током разграничења посетила низ места. Најупечатљивија је била посета Риђици, на којој је нарочити утисак на присутне произвео католички свештеник Матија Чаталинац из Бачког Брега.
Одређивање југословенско-мађарске границе на терену је почело од тромеђе СХС, Мађарске и Аустрије, а трајало од 1. септембра 1921. до маја 1924. У војвођанском делу Краљевине СХС обављена је корекција границе на неколико места. У Бачкој је Краљевина СХС уступила Мађарској део каћмарског и бачмадарашког атара, а Мађарска Краљевини СХС преко 6.000 јутара у суботичком атару. У Банату је Мађарска уступила Краљевини СХС Ђалу. Дуж целе границе дужине од 623.243.63 м постављене су граничне ознаке, од којих је 4.006 било нумерисано а 168 ненумерисано. Направљени су планови и карте размера 1:2.000, 1:2.880, 1:5.000 и 1:75,000.

### Разграничење са Румунијом
Југословенски територијални захтеви у Банату укључивали су равни (западни и централни) Банат, са градом Темишваром и северном границом на реци Мориш. Међутим, било је и таквих (максималистичких) захтева који су укључивали и територије до западних обронака Карпата. Њих су заступали Јован Радонић и неки српски политичари.
Територијални захтеви Румуна су се заснивали на обећањима које је дала Антанта како би увукла Румунију у рат на своју страну. Наиме, силе Антанте су са Румунијом 17. августа 1916. потписале у Букурешту два тајна документа (Уговор о савезништву и Војну конвенцију), којима је Румунији загарантовано територијално проширење на Буковину, Трансилванију и цео Банат до Тисе. Румунија је ушла у рат 27. августа 1916. на страни сила Антанте, али су је Централне силе поразиле и натерале на сепаратни мир 7. маја 1918. Поново је ушла у рат новембра 1918, када је постало очигледно да су га Централне силе изгубиле. Већ 31. октобра су на више места прешли преко границе у Трансилванију. На Великој народној скупштини одржаној у Алба Јулији 1. децембра 1918, на којој је проглашено „да се територија Трансилваније, Баната и Угарских земаља, настањена Румунима, уједињује са Краљевином Румунијом”, присуствовали су, између осталог, и Румуни из Баната. Исто тако, Великој народној скупштини Срба, Буњеваца и осталих Словена у Банату, Бачкој и Барањи која је прогласила присаједињење ових подручја Србији присуствовали су и делегати из делова Баната који ће касније припасти Румунији.
Уговором у Севру Краљевина СХС и Румунија су се међусобно обавезале да ће се при одређивању границе у Банату водити етничким принципом, али да ће он важити само за Србе и Румуне, док ће други народи (поименице Немци и Мађари) бити занемарени. Даље, уколико буде немогуће одредити етничке границе, граница ће се повући тако да на румунској страни остане приближно исти број Срба, колико на српској страни остане Румуна.
Међутим, ни Србија ни Румунија нису биле задовољне овим предлогом. Прва је, наиме, хтела да граница иде железничком пругом Бузијаш-Темишвар-Арад, а друга је и даље истрајавала у тежњи да добије цео Банат. Србија је тада запретила Румунији ратом. Да би спречила избијање рата, француска војска под командом генерала Анрија Бертлоа у Великој Кикинди се поставила између румунске и српске војске, створивши тако неутралну зону. Мировна конференција у Паризу је донела начелну одлуку да се Банат подели између Краљевине СХС и Румуније. Након те одлуке и билатералних преговора југословенске и румунске владе, српска војска је већ током марта 1919. евакуисала најисточније делове свог дела Баната углавном насељене Румунима и уступила их Румунији. То су били молдавски, јамски, бозовички, оршавски, бузијашки, лугошки и липовски срез.
У августу 1919. Румунији је предато још неколико срезова у до тада југословенском североисточном делу Баната претежно насељеном Румунима, као и град Темишвар (3. августа), који је претежно био насељен Немцима. Поделом Баната на такав начин Румунији су припала српска села Рудна, Фењ, Иванда, Дињаш, Српски Свети Мартон, Чаково, Ченеј, Немет, Мали Бечкерек, а већи број Срба остао је и у Темишвару и местима у његовој околини.
Краљевина СXС је добила од Румуније места Модош, Пардањ, Шурјан, Велики Гај и Криву Бару, као и острва на Дунаву Оградину и Плевишевицу. Румунија је добила од Краљевине СХС места Жомбољ, Жам, Чорду, Ченеј, Стару Бебу и Пуста Керестур, као и острво на Дунаву Молдаву. За острво Молдаву које је било у поседу Срба из села Стара Молдава у Румунији, Румунија је уступила Краљевини СХС 1.203 хектара земљишта дуж границе у Банату и то у Мокрину 569, Великом Гају 102, Шурјану 114 и Кларији 418 хектара.
Гранична линија између Краљевине СХС и Румуније је дефинитивно одређена Протоколом који су 24. новембра 1923. у Београду потписали југословенски министар иностраних дела Момчило Нинчић и румунски посланик министар Теодор Емаиди, док је уговор о коначном разграничењу две државе закључен маја 1924. године.
Након дефинитивног одређивања границе у Банату, од укупно 28.261 km² Краљевини СХС је припало 9.302 km², Румунији 18.958 km², а Мађарској 271 km².
Краљевина СХС и Румунија су поделиле Банат тако што је првој припао мањи западни део уз Тису и Дунав, а другој већи источни део.

### Оптанти
Срби који су разграничењем Краљевине СХС и Мађарске остали изван матице, већином су оптирали за Југославију. Одлука о исељењу је сазрела код њих још у периоду након потписивања Београдског примирја (1918—1920), а подстакнута је пре свега страхом за национални опстанак у ревизионистички расположеној Мађарској. Највећи заговорник колективног исељавања је био будимски епископ Георгије Зубковић. Сеоба Срба из Мађарске у матичне српске крајеве, одвијала се у периоду 1920—1931. Оптанти су се углавном насељавали у Бачкој, Банату, Барањи и Срему, а у мањој мери и у другим крајевима Југославије. Ова сеоба оптаната је имала супротан смер од великих сеоба Срба у 17. и 18. веку, у којима су се Срби кретали из јужних српских земаља на север, у Хабзбуршку монархију. Међутим, период након великих сеоба Срба је карактерисала постепена етничка концентрација Срба на подручју данашње Војводине и смањивање српске етничке територије, на коју су се насељавали превасходно Мађари, Немци и Румуни. Срби су тако у периоду од почетка 18. до почетка 20. века престали бити етничка већина у деловима Барање, Бачком Потисју, као и деловима Баната и Поморишја.

### Послератна економија
Економске прилике у Војводини првих година после рата су биле лоше. У пољопривреди се осећао недостатак радне снаге и вучне стоке. Због тога су њиве остале запарложене. Последица је била отежана прехрана становништва.
Девалвација аустроугарских новчаница је додатно погодила војвођанско становништво. У Војводини је тада био у промету српски, аустроугарски, немачки, француски и бугарски новац. Министарство финансија Краљевине СХС је одредило курс 100 динара = 250 круна. Касније је издало наредбу о ограничавању девалвираних валута (аустроугарске и бугарске).
Војводина је била један од индустријски најразвијенијих региона у Краљевини СХС. Њен удео у укупном броју индустријских предузећа 1919. је био 20%, а у железничкој мрежи 25%. Процес њене индустријализације је настављен и током међуратног периода. Године 1919. је било 428 индустријских предузећа, а двадесет година касније 818.
Према извештају Радничке коморе у Новом Саду за 1927/28. годину, војвођанска индустрија је запошљавала 16.887 радника, од чега 6.462 (38,30%) у прехрамбеној, 4.303 (25,50%) у металној, 1.812 (10,70%) у текстилној, 1.313 (7,70%) у дрвној, 767 (4,50%) у хемијској, 743 (4,50%) у индустрији грађевинског материјала, 555 (3,30%) у електранама, 420 (2,50%) у индустрији коже, 512 (3,00%) у графичкој индустрији.

### Административна подела
Краљевство СХС било је у почетку подељено на округе и жупаније, а управни центри на подручју Војводине били су Нови Сад (Бачка и Барања), Велики Бечкерек (Банат) и Вуковар (Срем).
У првој половини 1922. у Народној скупштини су донети Закон о установљењу области, Уредба о подели земље на области и Закон о обласној и среској самоуправи, којима је дефинисан територијално-административни систем земље. Земља је подељена на 33 области, од којих су се 4 у целини или делимично простирале на територији данашње Војводине:
- Бачка област са седиштем у Сомбору, која је обухватала југословенски део Барање и Бачке без Потисја. Чинили су је срезови: Нови Сад, Кула, Бачка Топола, Сомбор, Апатин, Оџаци, Бачка Паланка, Дарда и Батина. Статус града имали су: Нови Сад, Суботица и Сомбор. Иако је према слову Уредбе за седиште Бачке области био одређен Нови Сад, он то фактички није био за све време постојања области.[165]
- Сремска област са седиштем у Вуковару, која је обухватала цео Срем и најисточније делове Славоније. Одговарала је у потпуности опсегу дотадашње Сремске жупаније. Чинили су је срезови: Земун, Стара Пазова, Ириг, Рума, Сремска Митровица, Шид, Илок, Вуковар, Винковци и Жупања. Статус града имали су Земун, Петроварадин, Сремски Карловци, Сремска Митровица, Вуковар и Винковци.
- Београдска област са седиштем у Београду, која је обухватала већи део Баната уз Тису и Дунав, бачко Потисје и срезове јужно од Београда (врачарски и посавски). Војвођански део су чинили срезови Сента, Стари Бечеј, Велика Кикинда, Велики Бечкерек, Тител, Нова Кањижа, Нови Бечеј, Јаша Томић, Жабаљ, Ковачица и Панчево. Статус града имали су: Панчево, Велики Бечкерек, Велика Кикинда, Сента и Стара Кањижа.
- Подунавска област са седиштем у Смедереву, која је обухватала југоисточни Банат и неколико срезова Шумадије југозападно од Смедерева. Војвођански део чинили су срезови: Алибунар, Ковин, Вршац и Бела Црква. Статус града имали су Вршац и Бела Црква.

Међутим, процес организовања области је потрајао до 1927. До тада су паралелно постојале жупаније и области. Жупаније у Војводини су фактички укинуте тек у првој половини 1927.
Увођењем шестојануарске диктатуре, области су укинуте а уместо њих су крајем године уведене бановине (16. новембра 1929). Подручје данашње Војводине је углавном припало Дунавској бановини са седиштем у Новом Саду, а мањим делом и Дринској бановини и Управи града Београда. Дунавска бановина је обухватала Бачку, Барању, већи део Баната, део Срема, као и део Шумадије и Браничева. Војвођански део Дунавске бановине је обухватао срезове Батина, Дарда, Сомбор, Апатин, Оџаци, Бачка Паланка, Кула, Бачка Топола, Сента, Стари Бечеј, Жабаљ, Тител, Нови Сад, Нова Кањижа, Нови Бечеј, Велика Кикинда, Велики Бечкерек, Јаша Томић, Ковачица, Панчево, Ковин, Бела Црква, Вршац, Алибунар, Земун, Стара Пазова, Ириг, Рума и Илок са градовима Новим Садом, Суботицом, Сомбором, Сентом, Старом Кањижом, Великим Бечкереком, Великом Кикиндом, Белом Црквом, Вршцем и Сремским Карловцима. Срезови Шид и Сремска Митровица су првобитно припали Дринској бановини, а градови Земун и Панчево Управи Града Београда. Срезови Шид и Сремска Митровица су 1931. издвојени из састава Дринске бановине и прикључени Дунавској бановини. Иако су по Уставу Краљевине из 1931. дефинисане као управна и самоуправна административно-територијална подручја, бановине фактички то никада нису постале.
На основу споразума Цветковић-Мачек из 1939, сремски срезови Шид и Илок су издвојени из састава Дунавске бановине и прикључени Бановини Хрватској.

### Социјално-етничка структура
Према попису из 1921, Војводина (Банат, Бачка и Барања) је бројала 1.365.596 становника. Од тога је говорника српског или хрватског било 502.415 (36,80%), словеначког 7.105 (0,50%), чехословачког 48.666 (3,30%), украјинског 11.047 (0,80%), пољског 284 (0,02%), руског 5.437 (0,41%), мађарског 376.107 (27,71%), немачког 316.107 (23,10%), румунског 69.530 (5,10%) итд. Први по бројности свакако су били Срби. Процењује се да их је било 400.000. Други по бројности су били Мађари, а трећи Немци. Говорници српског или хрватског језика су чинили доминантно становништво у свим срезовима у Срему, седам срезова у Банату и два среза у Бачкој. Такође су били доминантно становништво и у већини великих градова данашње Војводине — Новом Саду, Суботици, Сомбору, Сремској Митровици, Великој Кикинди, Великом Бечкереку и Панчеву. Изузетак су представљали Вршац и Рума, где су највећи део становништва чинили Немци. Немци су такође били најбројније становништво у пет срезова у Бачкој и три у Банату. Мађари су били најбројнији у три среза у Бачкој и једном срезу у Банату. Румуни су доминирали у два среза у Банату, а Словаци у једном срезу у Бачкој.
На простору данашње Војводине (Банат, Бачка, Срем), према истим подацима, живело је 1.598.821 становника. Од тога је говорника српског или хрватског било 690.623 (43,20%), мађарског 372.099 (23,30%), немачког 347.798 (21,70%), румунског 69.245 (4,30%), чехословачког 60.312 (3,70%) итд.
Према подацима о поседовним односима за Бачку које је прикупило Повереништво за привреду Народне управе почетком 1919, у Бачкој је било 57.631 беземљаша. Од тога је Мађара било 23.863 (41,41%), Срба 13.071 (22,68%), Немаца 10.475 (18,18%), Хрвата и Буњеваца 5.628 (9,77%), Словака 3.153 (5,47%), Руса и Русина 1.372 (2,38%), Јевреја 16 (0,01%) и осталих 53 (0,06%). Према истим подацима, од укупно 28.297 пописана власника земљишних поседа од 0 до 10 кј у Бачкој, Мађара је било 9.978 (35,26%), Срба 6.774 (23,94%), Немаца 6.171 (21,18%), Буњеваца и Хрвата 2.534 (8,96%), Словака 2.180 (7,70%), Руса и Русина 654 (2,31%), осталих 6 (0,02%). Подаци за Банат и Барању су по свему судећи изгубљени.
Током међуратног периода у научним круговима је подстицана мајоризација несловенског становништва, пре свега Мађара и Немаца, као један од начина обезбеђења државе споља. Тако је предложено „етничко обезбеђивање” или „појужнословењивање” западног дела граничног појаса према Мађарској, које би се могло спровести мајоризацијом мађарског становништва у сенћанском, сомборском, новокањишком и барањском подручју или национализацијом, односно постизањем натполовичне већине у ова четири гранична подручја. По истом предлогу, требало је затим ради обезбеђивања Северне Бачке национализовати и следеће срезове:
- тополски и старобечејски срез у Средњој Бачкој (мађарска већина)
- кулски, апатински, оџачки и паланачки у Јужној Бачкој (немачка већина)

Исто тако је требало извршити етничко преображавање Средњег и Доњег Баната јужно од Бегеја у две етапе:
- национализацијом граничног појаса од Велике Кикинде до белоцркванског среза у модошком и вршачком подручју
- национализацијом бечкеречког подручја (среза и града) и алибунарског и панчевачког среза.[173]

Почетком 18. века, све ове територије су претежно настањивали Срби, а Мађари и Немци су на њих насељени у периоду од приближно два века, колико је трајала хабзбуршка управа. Насељавање Мађара и Немаца је такође делом имало за циљ помађаривање односно понемчавање, а такође и покатоличавање ових простора.
Етнички састав Дунавске бановине је био следећи: Срби и Хрвати (56,9%), Мађари (18,2%), Немци (16,3%) и други.

### Идеја о аутономији
Теза о аутономној или федералној јединици Војводини имаће задатак да прикрије великохрватске претензије ХСС-а на целину, или бар на делове, војвођанске територије у тренуцима осамостаљивања Хрватске, а у најмању руку да што више уситни и разједини српски национални простор.

Чедомир Попов 
Између два светска рата, на подручју Војводине деловао је политички покрет који је заговарао политичку и економску аутономију Војводине. Овај покрет су предводили војвођански Срби, а истакнути представници покрета били су Дуда Бошковић и Јоца Лалошевић.
Идеја о аутономној Војводини актуелизована је недуго после стварања Краљевине СХС. Већ двадесетих година 20. века српски политичари из Војводине повели су борбу против државног централизма. Самостална демократска странка, која је окупљала углавном пречанске Србе, излази 1925. године са аутономистичким програмом. Борба за аутономију добила је на интензитету после стварања Сељачко-демократске коалиције (СДК) повезивањем Самосталне демократске странке са Хрватском сељачком странком, а нарочито после јунског атентата 1928. Од Срба из Војводине најгласнији у осуди државног централизма био је панчевачки адвокат Душан Дуда Бошковић.
Загребачке пунктације из 1932. подстакле су и српске политичаре из Војводине да заузму став у односу на уставноправно уређење државе. Тако је настала Новосадска резолуција од 28. децембра 1932, у чијој изради је учествовао и Дуда Бошковић. Међу српским политичарима из Војводине који су потписали 1934. Новосадску резолуцију појавила се уочи петомајских избора 1935. идеја о стварању „војвођанског фронта”. Промовисао ју је поменути Дуда Бошковић. Неуспех на петомајским изборима подстакао је опозиционе вође из Војводине на стварање Војвођанске странке на основу Новосадске резолуције из 1932. На томе се почело озбиљније радити у лето 1935. Иницијатор Покрета био је адвокат Жарко Јакшић из Петровграда. Политички противници су му замерали што војвођанско питање ставља у исти ранг са хрватским. На конференцији водећих опозиционих политичара у Војводини одржаној у јулу 1935. усвојен је програм који је предвиђао федеративно уређење Југославије и образовање посебне федералне јединице Војводине (Банат, Бачка и Барања са Сремом) којом би управљали „домороци”. На тај начин је настао Војвођански фронт или покрет, ког су чинили самостални демократи, радикали, Давидовићеви демократи, леви земљорадници из Савеза земљорадника, ХСС-овци и католички клерикалци са Блашком Рајићем на челу. Под паролом „Хоћемо да господаримо на нашој груди” захтевано је да се „дођоши” изузму из доделе управних функција у Војводини („од бана до бележника”). Политичка активност Фронта углавном се сводила на вођење разговора са хрватским политичарима о мењању државног устројства и устава. Из тог времена потиче већи број уставних пројеката. Један такав је саставио тадашњи секретар Матице српске, угледни члан СДС и Војвођанског покрета Никола Милутиновић.
Упркос великим очекивањима, Војвођански фронт није имао подршку широких маса. То се најбоље показало на парламентарним изборима из 1935. и 1938. и општинским изборима из 1936. Уочи децембарских избора из 1938. могао му се наслутити крах. Водећи чланови Војвођанског фронта били су незадовољни што нису суделовали у склапању споразума у Фаркашићу 8. октобра 1938. Овим споразумом је на њихову штету предвиђено тријалистичко уређење Југославије. Све наде да ће СДК остати доследна ранијим федералистичким концепцијама о седам јединица су се изјаловиле после потписивања споразума Цветковић-Мачек. Овим споразумом створена је Бановина Хрватска која је, између осталог, обухватала и делове западног Срема са срезовима Шид и Илок већински насељених Србима. Хрватска страна је, међутим, претендовала на Срем до Земуна и на половину Бачке. По замисли политичара из Загреба, требало је од Баната, Бачке и Барање образовати посебну административну јединицу, како би из њеног састава било лакше издвојити срезове и општине са хрватским становништвом.
Идеју аутономне Војводине такође ће прихватити и Комунистичка партија Југославије, која ће је и реализовати после Другог светског рата.

### Друштвени живот
Просвета у време присаједињења Војводине Србији је била под јаким мађарским утицајем. На снази је и даље био Апоњијев закон о народним школама из 1907, према ком су наставници свих школа, и приватних и државних, били су у обавези да уче своје ученике да воле Мађарску и изјашњавају се као Мађари. Стога је већ 9. децембра 1918. Народна управа за БББ донела одлуку, према којој је наставу у школи требало изводити на језику већине ученика. На тај начин је мађарски језик укинут као наставни језик у оним школама, где он није био матерњи језик већине ученика.
Завођењем шестојануарске диктатуре 1929. мађарски утицај у просвети је још више сузбијан. Захтеве Мађара за просветном аутономијом, која им је била зајемчена Уговором о заштити мањина, југословенске просветне власти су одбиле између осталог и због тога што „представљају повреду државног суверенитета и безбедности … државних и националних интереса”. Како је објашњавао Федор Никић: „ … примањем ових њихових захтева у целини, ми бисмо за кратко време имали дуж целе наше границе школске и просветне установе које би радиле и дејствовале у правцу иреденте и ревизије и читав један сплет мањинских школских аутономија, које би угрожавале нашу државну и националну сигурност и безбедност”.
Дана 28. јуна 1919. у Новом Саду је одржана велика конференција изасланика жупа српског, хрватског и словеначког соколског друштва из целе Југославије, на којој је донета одлука о стварању заједничког соколског друштва под именом Југословенско соколско друштво.
Почетком 1920. у Суботици је основан Правни факултет. На њему је студирао и Драгиша Цветковић, председник владе Краљевине Југославије.

## Други светски рат

### Априлски рат
Стали смо на страну ниткова — јер у тобожњим вестима о грозотама нема ни једне речи истине! Ни против Мађара, чак ни против Немаца! Постаћемо лешинари! Најбеднија нација. Нисам то спречио. Осећам се кривим.

Мађарски премијер Пал Телеки регенту Миклошу Хортију уочи напада Мађарске на Југославију.
Док се у Европи и Северној Африци водио рат, Краљевина Југославија и Мађарска, тада још у миру, ушле су у преговоре из којих је проистекао Споразум о вечном пријатељству потписан у Мохачу 12. децембра 1940. Потписали су га министар иностраних послова Мађарске гроф Иштван Чаки и министар иностраних послова Југославије Александар Цинцар-Марковић. Ратификован је у Будимпешти 27. фебруара 1941, што се у Београду није догодило.
Споразумом потписаним 25. марта 1941. у замку Белведере у Бечу Југославија се придружила Тројном пакту кога су чиниле Немачка, Италија и Јапан. Међутим, два дана касније у Београду је избио пуч, који је у Берлину тумачен као анулирање споразума о приступању Југославије Тројном пакту, а у Будимпешти као анулирање Споразума о вечном пријатељству.
По угледу на Хитлера, мађарски регент Хорти Миклош се уочи напада на Југославију служио неистинама како би пред нацијом и светом оправдао одлуку о рату. Међутим, мађарски председник владе Пал Телеки је демантовао приче да су Мађари у Југославији угрожени. Упозоравао је регента да ће обојица сносити последице ако прекрше Споразум о вечном пријатељству са Југославијом. Хорти се изгледа није двоумио када му је одговорио: „Обојица? … Зашто обојица? … Ваљда ти …”. У знак протеста због суделовања у нападу на Југославију, Телеки је 3. априла извршио самоубиство.
Немачка је 6. априла извршила напад на Југославију. На вест о проглашењу Независне Државе Хрватске у Загребу 10. априла, нападу се прикључила и Мађарска.
Мађарска војска (Трећа мађарска армија и „брза бригада”) је 11. априла прешла мађарско-југословенску границу. Напад је био усмерен на четири правца: Барању, Нови Сад, Суботицу и средњу Бачку.
Углавном није наилазила ни на какав отпор. Једини озбиљнији сукоб са југословенском војском и то једном јединицом забележила је у близини Бачког Петровца. На мађарској страни је број погинулих износио 65, а рањених 212. Губици на југословенској страни нису познати. У априлу 1941. је 150 југословенских официра и 2.000 војника допало у мађарско ратно заробљеништво. Од тога је 70 официра и 1.200 војника предато Немцима, а остатак пуштен кућама.

### Окупациони системи
После Априлског рата и војног слома Краљевине Југославије 1941. године, подручје данашње Војводине окупирале су Немачка, Мађарска и Независна Држава Хрватска и поделиле га у три окупационе зоне.
Бачка и Барања су прикључене Хортијевој Мађарској. У Бачкој и Барањи су успостављене градске и среске војне команде. Градске команде су формиране у Суботици, Новом Саду, Сомбору, Кањижи и Сенти, а среске војне команде у Брањином Врху, Мохачу, Апатину, Оџацима, Кули, Бечеју, Бачкој Паланци, Бачкој Тополи, Новом Саду, Сомбору, Сенти, Жабљу и Тителу.
Деобом Југославије Срем је прикључен Независној Држави Хрватској. Власт у Срему је у почетку била подељена између Немаца и усташа. Немци су управљали источним делом са Земуном, а усташе западним делом. Немачки део је потпадао под немачку Територију војноуправног команданта Србије до 10. октобра 1941, када је предат усташама на управу. Из назива управне јединице уклоњено је име Срема. Уместо Срема управна јединица се сада звала Велика жупа Вука. Сремски Карловци и Сремска Митровица су у складу са истом тенденцијом преименовани у Хрватске Карловце и Хрватску Митровицу.
Дана 20. априла 1941. у Београду је образована Територија војноуправног команданта Србије, која је била подељена на четири обласне војно-управне команде (фелдкомандантуре) са седиштима у Београду, Смедереву, Шапцу и Нишу. Банат и Пожаревачки округ су чинили подручје обласне команде 610 у Смедереву. Обласним командама су биле подређене окружне војно-управне команде (крајскомандантуре) и команде места (ортскомандантуре). За Банат је била надлежна окружна команда 1/823 са седиштем у Петрограду.
Војни заповедник у Србији је 1. маја пренео цивилну власт на комесарску владу Србије ( Савет комесара) на челу са Миланом Аћимовићем, али је Управни штаб задржао право надзирања њеног рада. Аћимовићев Комесаријат је обновио четири банске управе. Банат је формално потпадао под управу Комесаријата бана Дунавске бановине (Инспекторат Дунавске бановине) у Смедереву. На основу преговора вођених са немачком народносном групом 5. јуна, Комесарска влада је 14. јуна донела Уредбу о унутрашњој управи у Банату. Уредбом је Банат укључен у управни систем окупиране Србије и образовано Надлештво помоћника бана Дунавске бановине за Банат са седиштем у Петровграду, на чије чело је дошао Сеп Јанко, вођа немачке народносне групе. Касније је Комесарска управа Милана Аћимовића замењена Владом народног спаса Милана Недића.
Крња Дунавска бановина (укључујући Банат и Шумадију) наставила је да постоји као део Недићеве Србије до краја 1941. године, а управни центар бановине је било Смедерево. Потом је простор Недићеве Србије административно подељен на округе, од којих је један чинио и Банат. Банат је, међутим, иако званично у саставу Недићеве Србије, фактички представљао посебну аутономну област којом је управљала немачка народносна група.

### Злочини окупатора
Током рата, окупатори су починили бројне злочине на територији Војводине, а нарочито је много страдало српско, јеврејско и ромско становништво. Терор и физичко уништење недужног народа, привредна пљачка, општа обесправљеност, беда и очај карактерисали су четворогодишњу окупацију.
Улазак Мађарске војске у Бачку и Барању је био обележен страдањима и пљачком. У готово 50 места Бачке и Барање је побијено 3.500 становника, међу којима је било и жена и деце. Ухапшено је, мучено и злостављано преко 100.000 људи. Процењује се да је нанесена материјална штета у вредности од 539.251.271 предратних динара. Мађарски полицијски агенти су се одмах дали у потрагу за људима који су на неки начин били заслужни за присаједињење Војводине Србији. Тако је свештеник Блашко Рајић ухапшен већ дан после уласка мађарске војске у Суботицу, 12. априла, и одведен у логор, где је изложен мукама. Наводно је на претње да ће бити убијен „као пас”, одговорио: „Ви мене можете убити, али моје штенце никада!”
Према мађарском попису од 10. октобра 1941, у Прекомурју, Међумурју, јужној Барањи и Бачкој је било укупно 1.124.876 становника. Од тога је у Бачкој и Барањи било 885.475 односно 51.725. Овај попис се не може узети као меродаван, јер је очито да је вођен с тенденцијом да прикаже већи број Мађара. Према процени Министарства спољних послова Трећег рајха од 28. маја 1941. у областима које је Мађарска окупирала током Априлског рата и касније анектирала живело је 1.145.000 становника. Даље се наводи да је од укупног броја становника Мађара било 301.000, Срба 243.000, Хрвата 220.000, Немаца 197.000, Словенаца 80.000, Словака 40.000, Русина 15.000 и Јевреја 15.000, уз напомену да се број Јевреја односи искључиво на Бачку. Према Мирнићевом рачунању, однос између народа у Бачкој и Барањи би изгледао овако: око 280.000 Мађара, око 225.000 Срба, око 195.000 Немаца, 90.000 Хрвата, 40.000 Словака, 15.000 Русина, 13.000 Јевреја итд.
 Мађарске власти су хтеле да окупираним областима врате етничку слику од пре 1918. Стога је 28. априла 1941. мађарска влада донела одлуку о протеривању свих оних који су се у Бачку и Барању доселили након 31. октобра 1918. Број Срба које је требало депортовати је износио око 150.000. Уместо протераних Срба су доведени Секељи из Буковине чији број је износио око 15.000.
Један од најтежих злочина окупатора била је рација у јужној Бачкој 1942. године, у којој је убијено око 4.000 људи, углавном српске, јеврејске и ромске народности.
У току окупације, у Војводини је око 50.000 људи убијено, а преко 280.000 је било интернирано, хапшено, злостављано и мучено.
Мировни уговор који је склопљен с Мађарском 1947. у Паризу не садржи посебне одредбе које се тичу обештећења жртава мађарске окупације 1941—1944. Тек 1990. Мађарска је донела Закон о реституцији који је предвиђао новчано обештећење жртава окупације. Прве исплате су обављене 1992. и 1997. Законом о буџету Мађарске из 1999. сума новца предвиђена за обештећење жртава је износила 300.000 форинти, да би је мађарска влада 2006. повећала до 400.000 форинти.

### Народноослободилачка борба
Покрет отпора, који су комунисти покренули већ у лето 1941. године, недовољно припремљен и осмишљен према датим условима, претрпео је у Банату и Бачкој тежак пораз, док је у Срему, после солиднијих припрема, постепено прерастао у општенародни устанак. На ослобођеној територији у Срему организована је партизанска власт, са масовним антифашистичким организацијама, штампом и школством. Искуства из Срема у организовању ослободилачке борбе пренесена су у лето 1944. године у Банат, Бачку и Барању, тако да је пре доласка Црвене армије, октобра 1944, овде већ била устројена нова народна власт са ослободилачким институцијама. У оружаној борби пало је 15.000 бораца, који су се борили у многобројним партизанским одредима, у 15. војвођанских бригада, сврстаних у три дивизије, као и у другим јединицама НОВЈ. Највећи део Војводине је ослобођен од окупације у јесен 1944. године.

## Војводина 1945—1991.

### Разграничење са СР Хрватском
После Другог светског рата избио је српско-хрватски спор око разграничења Војводине и Хрватске. Због тога је председништво АВНОЈ-а 19. јуна 1945. формирало Комисију за разграничење. Председник јој је био Милован Ђилас (министар у Савезној влади за Црну Гору), а чланови Вицко Крстуловић (министар унутрашњих послова народне владе Хрватске), Милентије Поповић (министар унутрашњих послова народне владе Србије), Јован Веселинов (секретар ЈНОФ-а Војводине) и Јерко Златарић (потпредседник Окружног НОО-а Сомбор). Добивши пуномоћје од председника АВНОЈ-а Ивана Рибара, Комисија је изашла на терен да се упозна са националним, економским, културним и другим приликама.
Највећи спор је вођен око Барање и западног Срема. Своје тежње за останак ових области у саставу Војводине политички кругови у Војводини правдали су чињеницом да су за време рата оне биле укључене у НОБ у Војводини. С друге стране, политички кругови у Хрватској су сматрали да ове територије треба да припадну хрватској федералној јединици. Спорова је било чак и у сомборском и суботичком округу. Од представника Срба из поменутих крајева са Комисијом за разграничење разговарали су:
- у Суботици: Димитрије Деспотовић, Љубомир Нинков и Александар Сувајџић.[201]
- у Сомбору: Стеван Сечујски, Јован Дорошки, Иса Његован, Глигорије Ракић, Владимир Поповић и Ђура Богданов.[201]
- у Осјеку: Никола Миљанић, Живојин Јоцић, Јова Комненовић и Сима Лукић.[201]
- у Вуковару: Младен Гашић, Мићун Станковић, Перса Јаковљевић, Здравко Ћирић, Јово Теофиловић и Мирко Богићевић.[201]
- у Шиду: секретар ОК КПЈ за Срем Јован Дикић, Стева Станковић, Страхиња Миражић, Даница Дејановић, Радован Николић, Срета Главашевић и Славица Богданић.[202]
- у Илоку: Јован Скокић, Дана Ничић, Рада Алковић, Живко Панић, Славко Гавриловић, Ђорђе Вебановић, Борислав Узбашић, Милош Никовчев и Стева Вучковић.[203]

Комисија је после обављеног посла израдила Извештај и предлог за разграничење који је усвојен на седници Политбироа ЦК КПЈ од 26. јула 1945. Другим ставом члана један Закона о установљењу и устројству Аутономне покрајине Војводине Војводини су привремено одређене границе: „Границе Аутономне покрајине Војводине према федералној Хрватској утврђују се привремено на основу предлога нарочите комисије АВНОЈ-а. Ова граница иде реком Дунавом од мађарске границе до Илока, прелази преко Дунава остављајући Илок, Шаренград и Мохово Хрватској и иде даље на југ остављајући атаре села садашњег шидског среза: Опатовац, Ловас, Товарник, Подграђе, Адашевци, Липовац, Строшинци и Јамена Хрватској, а варош Шид и села Илинци, Мала Вашица, Батровци, Моровић Војводини”.
Од некадашње територије Сремске жупаније, која је обухватала 6.865 km², највећи део, 4.220 km², припао је Србији, а мањи део Хрватској. Земун, Нови Београд и Бежанија су припојени Београду.

### Уставноправни развој аутономије до 1974.
Политички статус аутономне покрајине у саставу Србије је регулисан 1945. године. На заседању које је одржано 6. априла 1945. године у Новом Саду, Главни народноослободилачки одбор Војводине је донео једногласну одлуку: "Да Војводина има да буде у саставу федералне јединице Србије. Да Војводина у саставу федералне Србије има пуну аутономију као аутономна покрајина". Делегација ГНООВ је потом отпутовала у Београд, где је учествовала на заседању Антифашистичке скупштине народног ослобођења Србије, које је одржано од 7. до 9. априла 1945. године. На првој седници (7. април), представник ГНООВ Јован Веселинов је делегатима АСНОС-а саопштио одлуку ГНООВ о укључивању аутономне Војводине у састав федералне јединице Србије, на шта је АСНОС одговорио усвајањем посебне резолуције којом је одлука ГНООВ поздрављена и прихваћена.
Скупштина изасланика народа Војводине 31. јула 1945. године одлучила је у Новом Саду да аутономна Војводина уђе у састав Народне Републике Србије, што је на Трећем заседању АВНОЈ-а 10. августа 1945. године у Београду и озакоњено.
Уместо назива предратне Дунавске бановине, новој покрајини формираној након Другог светског рата дато је историјско име из 1848. године — Војводина. За главни град покрајине је одређен Нови Сад, а покрајина је добила границе, које укључују Срем, Банат, Бачку и мали део Мачве, на десној обали реке Саве. Барања и западни део Срема припали су тада Народној Републици Хрватској, док су мали делови Срема и Баната у близини Београда припали ужој Србији.
У почетку је Војводина имала ограничени степен територијалне аутономије, али је уставом СФРЈ из 1974. године Социјалистичка Аутономна Покрајина Војводина добила статус федералног субјекта СФРЈ са елементима државности, иако је формално остала у оквиру Социјалистичке Републике Србије. Војводина је тада имала сопствени устав, председништво, уставни и врховни суд, као и друге институције.

### Јогурт револуција
Године 1987. Слободан Милошевић је постао председник ЦК СК Србије. Дана 23. јуна 1988. Милошевић је дао интервју Београдском НИН-у у ком је на питање „зашто се [са покрајинама] упорно воде спорови око питања безбедности, спољне политике и статуса Врховног суда Србије, и команди општенародне одбране” одговорио: „По мом мишљењу, зато што делови руководства покрајина желе да покрајине у даљој или ближој перспективи буду државе, али то не смеју да саопште баш тако директно, да не кажем сурово, јер би то иритирало и друге грађане Србије, ван њене уже територије, али иритирало би и многе грађане у другим републикама”. Поводом ове Милошевићеве тврдње, Председништво ПК СКВ је издало саопштење у којем се каже да „таква сумњичења, оптужбе и неистине на рачун руководства САП Војводине објективно представљају отворен позив на поделе у руководству и организацији СКВ”, као и да је то „покушај дискредитације руководстава Покрајине у јавности Војводине, Србије и земље у целини и њихових идејно-политичких ставова везаних за промене Устава СР Србије”. Оцењујући Милошевићеву политику, Ђорђе Стојшић, члан Председништва ПК СКВ је тада рекао: „Тај човек није читав, он ће нанети зло. Тај ће изазвати грађански рат у овој земљи.”
Дана 9. јула 1988. 400 Срба са Косова долази у Нови Сад да ту демонстрира због својих проблема изазваних притиском Албанаца. Они су пред кућама војвођанских функционера скандирали пароле „лопови и издајници”. Због незадовољства покрајинском управом и државним уређењем земље у другој половини 1988. године (од 9. јула до 21. октобра) у деловима Војводине (28 насеља у 26 општина) одржано је 33 митинга. На њима је учествовало око 577.500 грађана, или око 28,38% становништва Војводине (која је тада имала око 2.034.772 становника) односно сваки четврти грађанин. У Новом Саду је одржано три митинга (9. јула, 25. септембра, 5—6. октобра 1988). На митингу у Панчеву 23. јула могли су да се виде транспаренти: „Крунић, Стојшић, Радосављевић, Матић издали народ”. Митинзи током августа и септембра 1988. године, углавном су одржани у насељима са доминацијом колониста, насељених у Војводину након Другог светског рата. Од 28 таквих митинга на којима је тражено укидање аутономије Војводине, само су два одржана у местима са већином староседелачког становништва. Међутим, не може се потценити ни улога и допринос и Срба староседелаца и припадника других народа и народности у овим догађајима. Ако су староседеоци били пасивни у време митинга, нису били и равнодушни према митингашима. СПЦ се, додуше, није званично изјаснила о митинзима, али су неки њени припадници (банатски епископ Амфилохије Радовић и његови подручни свештеници) отворено подржавали и помагали Србе са КиМ и друге учеснике митинга. Многе истакнуте особе рођене или школоване у Војводини (академик Павле Ивић, академик Милка Ивић, академик Славко Гавриловић, Василије Крестић, Милица Грковић, Јелена Попов, Лаза Ракић, Никола Гаћеша, Мирослав Егерић, Динко Давидов, Душан Ковачевић, Дара Зличић, Бранислав Ћурчић, Душан Грковић и други) пружили су „пуну подршку општинама, месним заједницама, радним колективима и појединцима широм Војводине, Косова и уже Србије који су се изјаснили за јединство ове земље”. Академик Чедомир Попов се по обичају није јавно изјашњавао по питању промене устава, али је променио став према војвођанској аутономији. Како је приметио некадашњи председник ПК СК Војводине, смењен 1972. са „либералима”, док је Попов пре митинга писао: „Између два рата идеја аутономије јавља се као средство борбе војвођанске буржоазије, али и широких слојева народа, против хегемонистичког притиска великосрпске буржоазије и неравноправног економског положаја Војводине у Југословенској држави”, после њих ће писати другачије: „Теза о аутономној или федералној јединици Војводини имаће задатак да прикрије великохрватске претензије ХСС-а на целину, или бар на делове, војвођанске територије у тренуцима осамостаљивања Хрватске, а у најмању руку да што више уситни и разједини српски национални простор. Тако се питање војвођанске аутономије у југословенској држави, од самог њеног почетка, поставило као важно питање српско-хрватских односа”. Просто речено, „хегемонистички притисак великосрпске буржоазије” код Попова је уступио место „великохрватским претензијама”.
Дана 25. септембра су Срби са Косова поново дошли у Нови Сад, а њима су почели да се придружују и грађани и руководства општина са колонизованим становништвом. 5. октобра 1988. године, у Новом Саду се окупило неколико десетина хиљада људи који су затражили да партијско руководство Војводине поднесе оставку. Неко је демонстрантима довезао камион јогурта у тетрапаку, па су они сваког ко је покушао да им се обрати са степеништа ПК засипали јогуртом. Због тога су противници митинга тај шести октобар подругљиво назвали „јогурт револуцијом”. Друга пак страна је догађај назвала „антибирократском револуцијом” и поистовећивала га са руском Октобарском револуцијом. Председништво ЦК СК Србије је тог дана отворено стало на страну окупљеног народа следећом изјавом: „Захтев окупљених радних људи и грађана у Новом Саду да руководство Покрајине поднесе оставку изражава мишљење и вољу огромне већине радних људи и грађана Војводине, јер је руководство Покрајине својом политиком и понашањем према кључним проблемима СР Србије и Југославије изгубило углед и поверење, а тиме и могућност да представља њихове захтеве и интересе”. Суочени са масовним протестима и у одсуству икакве подршке федералних власти из Београда, војвођански партијски руководиоци су 6. октобра 1988. поднели оставке. Напуштајући зграду Партијског руководства, „крили су лице рукама, да их телевизија не сними”. Новосадски „Дневник” писао је тих дана неповољно о учесницима митинга, не бирајући речи. У НИН-у му је највише замерано што је митингаше назвао „стоком једном грдном”.
Митинзи одржани у лето и јесен 1988. у Војводини утицали су у првом реду на смењивање војвођанског политичког руководства, усвајање амандмана на Устав СР Србије из 1974. и смењивање већине општинских политичких руководстава. Угашена је већина покрајинских институција, а Скупштина Војводине је изгласала промене Устава Србије. Нови устав Србије из 1990. године променио је положај Војводине у смислу да је она престала да буде конститутивни елемент југословенске федерације и дефинисана је као „територијална аутономија” у оквиру Републике Србије. Тиме је Србија поново успоставила суверенитет над подручјем Војводине. Процењује се да је у кадровској смени у Војводини смењено око 40.000 политичких функционера, високих државних чиновника, судија и шефова полиције, директора и управника просветних установа и здравствених центара, информативних или културних кућа. Поред тога, митинзи су упознали југословенску и светску јавност са реалним положајем Срба и другог неалбанског становништва на КиМ и проблемом албанског национализма и сепаратизма, а посредно утицали и на смену политичког руководства КиМ И Црне Горе.

## Војводина од 1991. до данас

### Улога Војводине у рату 1991—1995.
Средином 1991, након отцепљења Хрватске од Југославије, у Источној Славонији, Западном Срему и Барањи је дошло до напада на грађане српске националности. Представници Срба из Славоније, Барање и Западног Срема су на Великој народној скупштини у Боровом Селу 25. јуна образовали Аутономну Област Славонију, Барању и Западни Срем. Септембра су хрватске снаге блокирале снаге ЈНА у Вуковару (два батаљона и чета војне полиције). Како би зауставио терор над Србима и избавио опкољене војнике, Војни врх ЈНА је одлучио да пошаље снаге на Вуковар. У Војводини је Новосадски корпус наредио мобилизацију 18. септембра 1991. Почетком октобра је започета вуковарска операција. Окончана је након дуготрајних и тешких борби 18. новембра, када су снаге ЈНА, уз помоћ Територијалне одбране и добровољаца из Србије, уништиле хрватске снаге у Вуковару. Приликом обиласка вуковарског бојишта погинуо је генерал Младен Братић, командант Новосадског корпуса (2. новембра). На Светог Николу, 19. децембра, у Белом Манастиру се састала Уставотворна скупштина крајинских Срба која је усвојила Устав и прогласила Републику Српску Крајину (РСК) са седиштем у Книну. РСК је обухватала северозападну Далмацију, већи део Лике и Кордуна, Банију, мањи део западне Славоније, источну Славонију, Западни Срем и Барању – последње две области су пре разграничења са Хрватском 1945. сматране делом Војводине. После уласка снага ЈНА у Барању, Западни Срем, Источну Славонију и Барању, изгледало је да ће ове области бити припојене Србији. Међутим, до тога није дошло.
Лидер опозиционе партије Лиге Социјалдемократа Војводине Ненад Чанак је овако коментарисао опште прилике у Војводини за време рата и непосредно након њега. Војводина је током српско-хрватског сукоба 1991—1992. дала готово три четвртине војника, присилно мобилисаних, а примила око 70% свих избеглица. Против оних који се нису одазивали војном позиву, војска је предузимала мере. Током четири године значајан број грађана је отишло из Војводине бежећи од југословенског грађанског рата. Према службеним проценама, у Војводини се током рата налазило око 300.000 Срба избеглица из Хрватске и Босне и Херцеговине. Истовремено, из ње је отишло најмање 100.000 људи, претежно Мађара и младих војних обвезника.

### Враћање аутономије
После демократских промена у Србији 2000. године, Војводини је Омнибус законом из 2002. године дат мало већи степен аутономије и поверен јој је одређен број различитих надлежности. Покрајинска скупштина је затим усвојила симболе Војводине, грб (2002) и заставу (2004), као и покрајински статут (2008), чија је делимично измењена верзија потврђена у републичком парламенту 2009. године. Према Закону о регионалном развоју, који је усвојен у Скупштини Србије 2009. године, Војводина је један од седам статистичких региона Републике Србије.